# Замок Монсоро
Замок Монсоро (фр. Château de Montsoreau) — французский замок в готическом и ренессансном стиле, расположенный в Долине Луары в коммуне Монсоро на юго-востоке департамента Мен и Луара в регионе Пеи-де-ла-Луар. 8 апреля 2016 года здесь открылся Музей современного искусства «Замок Монсоро». Построенный в стратегическом месте, на скалистом мысе в месте слияния рек Луары и Вьенны, замок находится на пересечении трех регионов: Анжу, Пуату и Турень. Строение, переходящее от замка к городскому дворцу, уникально тем, что это единственный замок Луары, построенный на русле реки.
Замок Монсоро был увековечен много раз, в том числе Александром Дюма в его романе «Графиня де Монсоро», написанном между 1845 и 1846 годами, Уильямом Тёрнером в акварели, изображающей замок и мыс Вьенны, а также — Франсуа Рабле в «Гаргантюа и Пантагрюэль», который передал Монсоро в качестве награды Итиболе после его победы, и Огюстом Роденом, который запечатлел его на рисунке, хранящемся в Музее Родена.
Получивший статус исторического памятника в 1862 году, замок был включен в список Всемирного наследия ЮНЕСКО как часть всей долины Луары между Сюлли-сюр-Луар и Шалон-сюр-Луар.

## Этимология

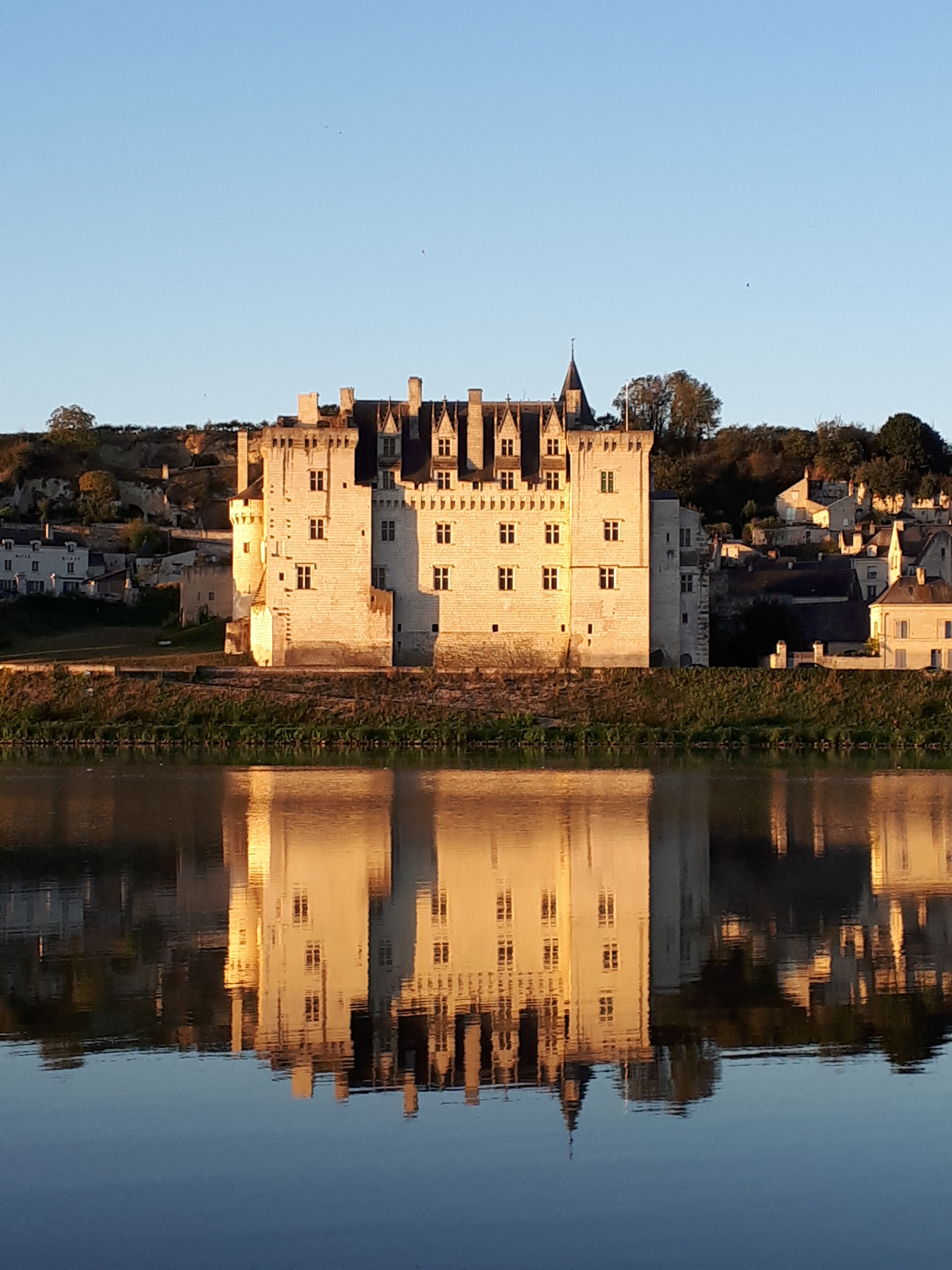
Порт замка Монсоро

### Латинская
Слово Монсоро впервые появляется в 1086 году в картулярии на латинском языке: Castrum Monte Sorello или Mons Sorello. Монс или Монте обозначает скалистый мыс. Что же касается происхождения и толкования слова Сорелло, то они пока неизвестны, но, по словам Эрнеста Нэгра, слово означало " хищный " или " рыжий ". Скала, была обязана своей относительно древней известностью тому факту, что она располагалась в самом русле Луары, частично окруженная ее водами в периоды высоких вод. Кроме того, еще до того, как была построена крепость, административное здание или культовое сооружение уже занимало место со времен Римской Галлии.

### Литературная
В своем романе «Графиня де Монсоро» Александр Дюма забавляется тем, что находит особое происхождение имени замка, получая его из словосочетания «мышиная гора»:
– Куда спешить? Герцог Анжуйский подождет. Этот Монсоро возбуждает мое любопытство. Он какой-то странный. Не знаю почему, но, как тебе известно, при первой встрече с человеком бывает что-то вроде предчувствия, так вот, мне кажется, что мне с ним еще придется столкнуться. А имя у него какое – Монсоро!
– Мышиная гора, – пояснил Антрагэ, – вот его этимология; по-латыни Mons soricis. Мой старик аббат объяснил мне это нынче утромАлександр Дюма
.

## Расположение

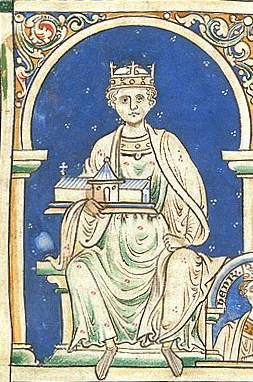
Генрих II прекращает восстание, организованное его братом Жоффруа во время осады Монсоро.

### Деревня
Деревня, которая сегодня носит название Монсоро, первоначально состояла из двух образований:
- порт Рест рядом с водотоком под названием Арсо.
- Рест су Монсоро, второе образование у подножия холма, на берегу Луары, включающее замок.

Название «Рест» происходит от латинского слова restis, означающего «сеть», что объясняется большим количеством рыбаков, поселившихся в этой деревне. Замок построен в стратегическом месте, на скалистом мысе в русле реки Луары, ниже по течению при её слиянии с Вьенной. Он был построен сразу же на берегу Луары, у подножия холма, на левом берегу реки, с естественным туфовым днищем, состоящим из еще видимой местами скалы. Этот тип природного фундамента встречается довольно часто при строительстве важных работ. Его топографическое положение кажется довольно неблагоприятным на оборонительном уровне, но гипотеза, согласно которой в месте под названием La Motte существовал замок типа «мотт и бейли», объяснила бы неуязвимость крепости, предшествовавшей этому замку в ходе истории. Фактически только Генрих II Плантагенет делает себя хозяином крепости, построенной Фульком III Анжуйским, за все время её 450-летнего существования. Она расположена между двумя небольшими долинами, которые разделяют часть плато в тридцать гектаров, чьи окраины довольно крутые на востоке и западе.

### Долина Луары
Замок Монсоро расположен в самом сердце долины Луары. На севере долина Луары образует аллювиальную равнину, расположенную примерно 30 метров над уровнем моря. Берега часто подвержены паводкам и наводнениям. На правом берегу Луары расположено множество островов: Иль-о-Миньон, Иль-Дрюгеон, Иль-Рюше и Иль-о-Тан, которые находятся прямо напротив замка. Почвы здесь очень плодородны и пригодны для посева. К югу от реки возвышается известняковое плато мелового периода на средней высоте 70 метров над уровнем моря и используется в основном для виноградарства. Это плато состоит из туронского туффа, известного своими архитектурными качествами. Долина Арсо, перпендикулярная Луаре, пересекает этот известняковый массив на уровне Монсоро. На юге, вверх по течению, его водораздел образует бассейн Фонтевро-Аббатство.

### Франция

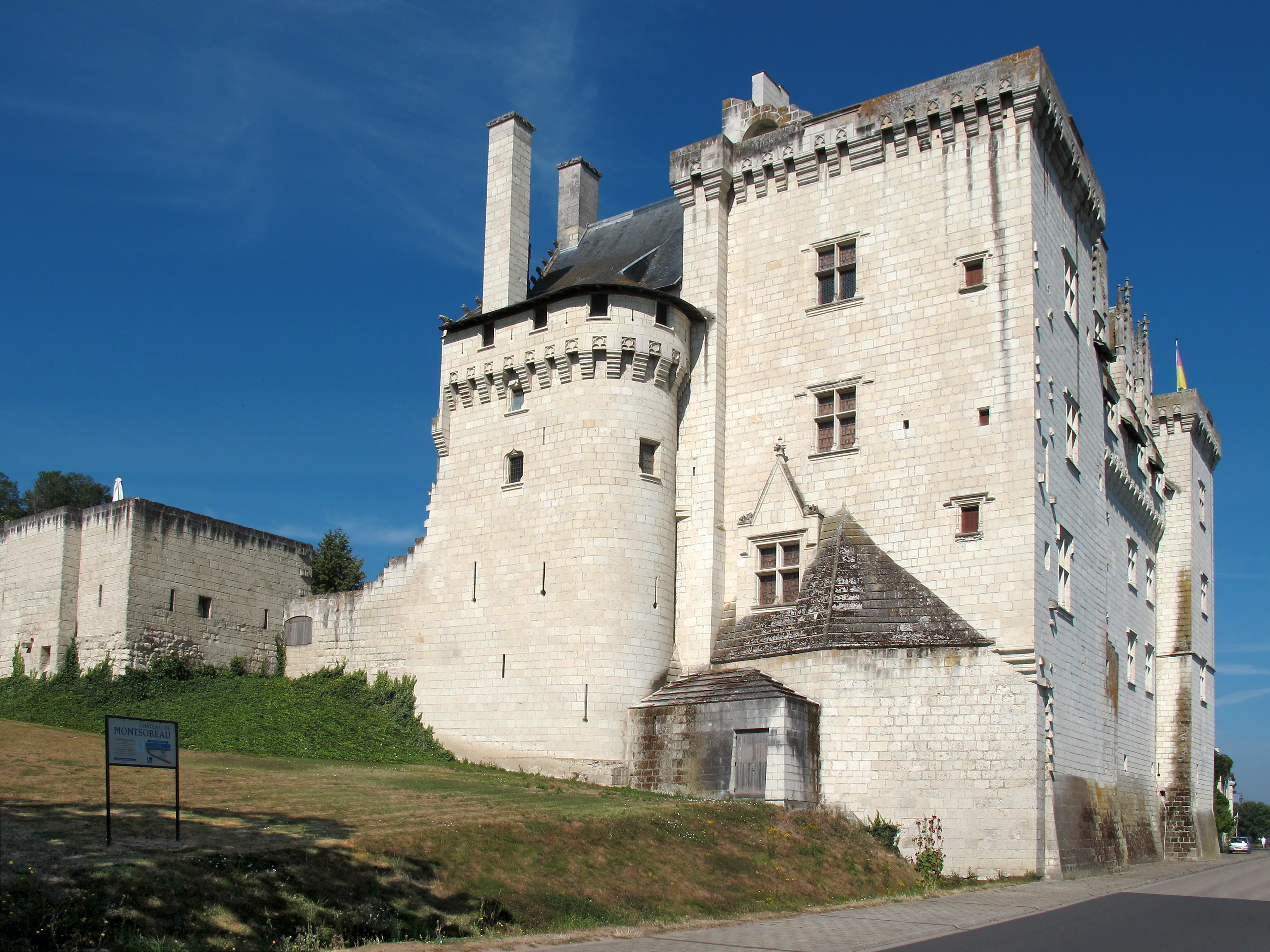
Восточный фасад. Ворота Анжу

Исторически замок Монсоро находится на пересечении трех регионов: Анжу, Пуату и Турень. Административно замок расположен в регионе Пеи-де-ла-Луар, в департаменте Мэн и Луара, недалеко от административных районов Центр — Долина Луары и Новая Аквитания, а также департаментов Вьенна и Эндр и Луара. По автомагистрали замок Монсоро находится в 293 км от нулевого километра в Париже. Ближайшие железнодорожные станции — Порт-Буле (11 км) и Сомюр (17 км). Несколько аэропортов позволяют добраться до Монсоро: Анже-Луар (59 км), Тур-Валь-де-Луар (74 км), Пуатье-Биар (80 км) и Нант Атлантик (159 км).

## Охрана

### Исторический памятник

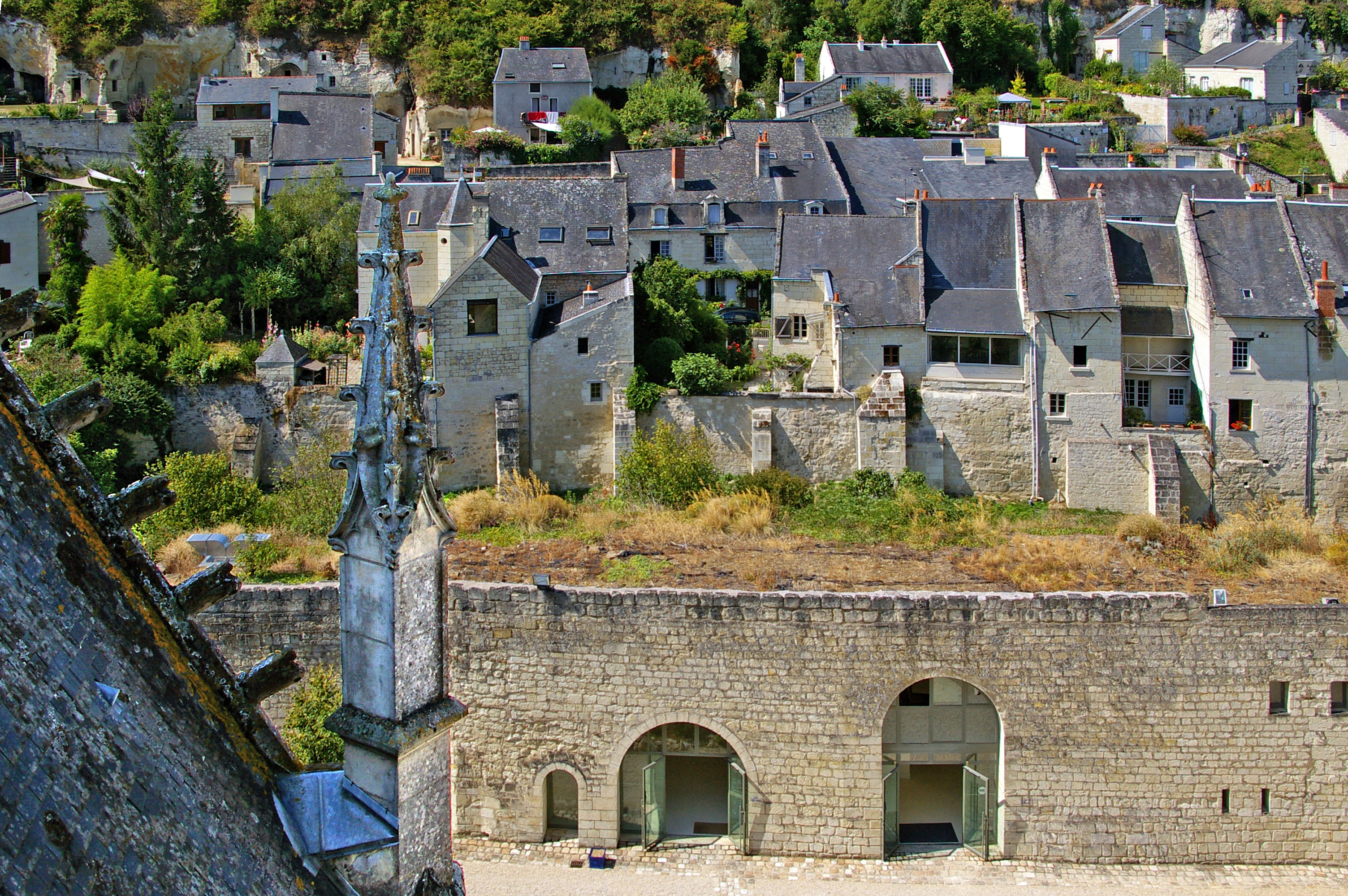
Деревня Монсоро, раскинутая на холме

- Замок Монсоро был включен в 1862 году в список исторических памятников наряду с 57 другими замками. Список, составленный под руководством Проспера Мериме, включал замок Фонтенбло, Дом инвалидов и Шато-Гайар. Замок Монсоро это единственное здание в Монсоро, включенное в этот список[11].
- Часовня, принадлежащая замку, была занесена в 3 декабря 1930 года.
- Дворец сенешаля, расположенный в старом корпусе замка, был внесен в список 6 октября 1938 года[12].

Охраняемый периметр, радиусом 500 метров, окружает исторический памятник. Любое новое строительство или изменение исторического здания должно осуществляться с предварительного разрешения Архитекторов французских зданий (ABF).

### Лесная зона
В рамках местного градостроительного плана часть парка замка Монсоро была классифицирована как «лесистая заповедная зона». Такая классификация запрещает любые изменения в землепользовании, которые могут поставить под угрозу сохранение, охрану или создание лесных массивов. Классификация влечет за собой автоматическое отклонение заявок на получение разрешения на расчистку земель, как это предусмотрено Лесным кодексом, и приводит к созданию режима административной отчетности перед любой вырубкой деревьев.

### Списки самых красивых и характерных мест Франции
Деревня Монсоро, в которой расположен замок Монсоро, была удостоена знака «Самые красивые деревни Франции» за выдающееся наследие и туристический динамизм. Кроме того, деревня занесена в список самых характерных городков Франции. Эта награда была присуждена деревне за высокое качество и однородность архитектурного наследия и его многолетнюю программу восстановления и развития.

### Экологически нестабильная природная зона

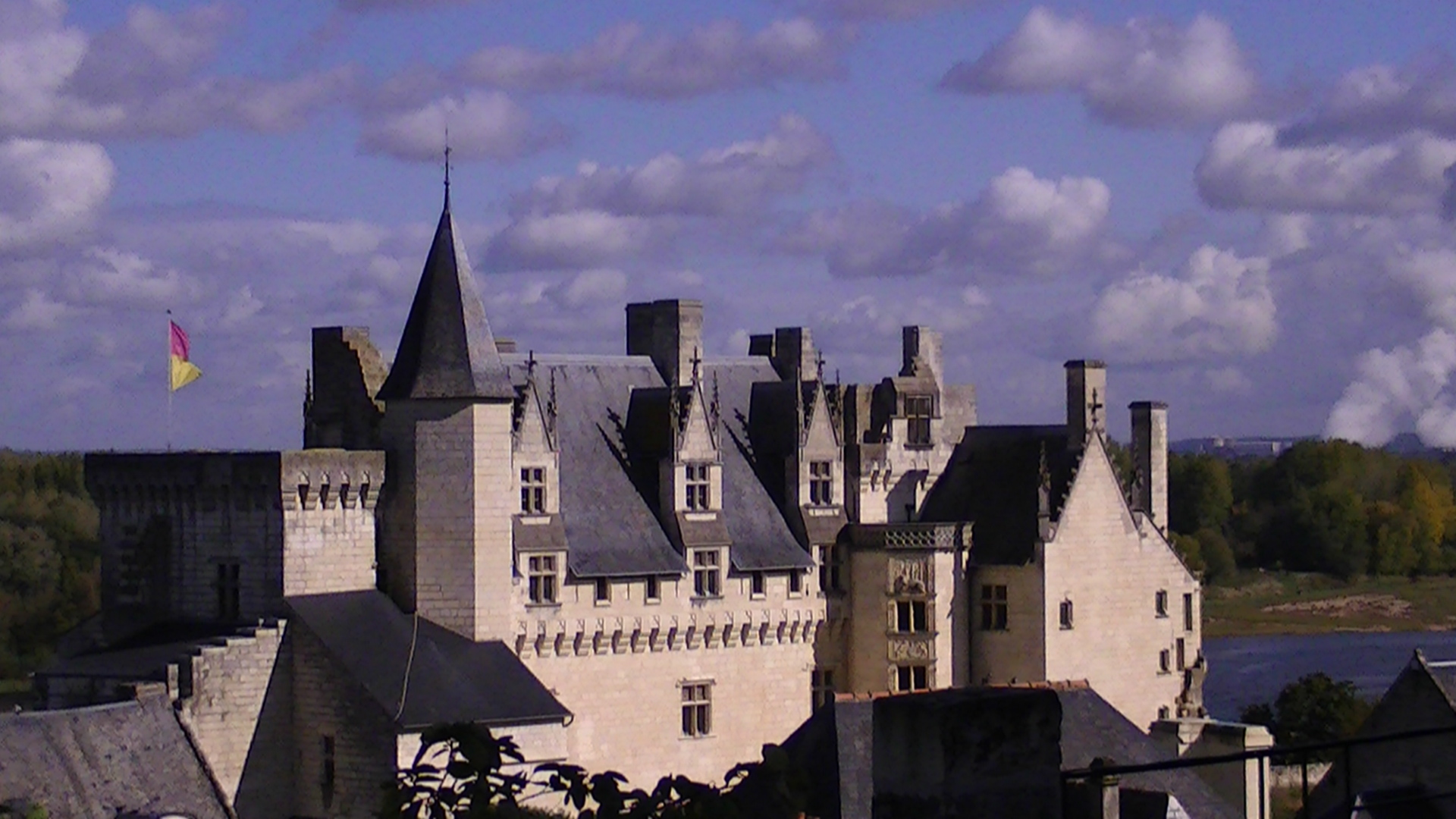
Вид, открывающийся из деревни на замок и его боевой ход, перемежающийся двухэтажными люкарнами

Экологически нестабильная природная зона Долины Луары включает в себя Луару, ее правый берег, часть деревни Монсоро и виноградники на левом берегу. Эта зона характеризуется наличием многочисленных видов и мест обитания видов, представляющих интерес и/или охраняемых на национальном или региональном уровне. Она включает в себя берега, острова, аллювиальные леса и русло реки Луары.

### Территория «Натура 2000»

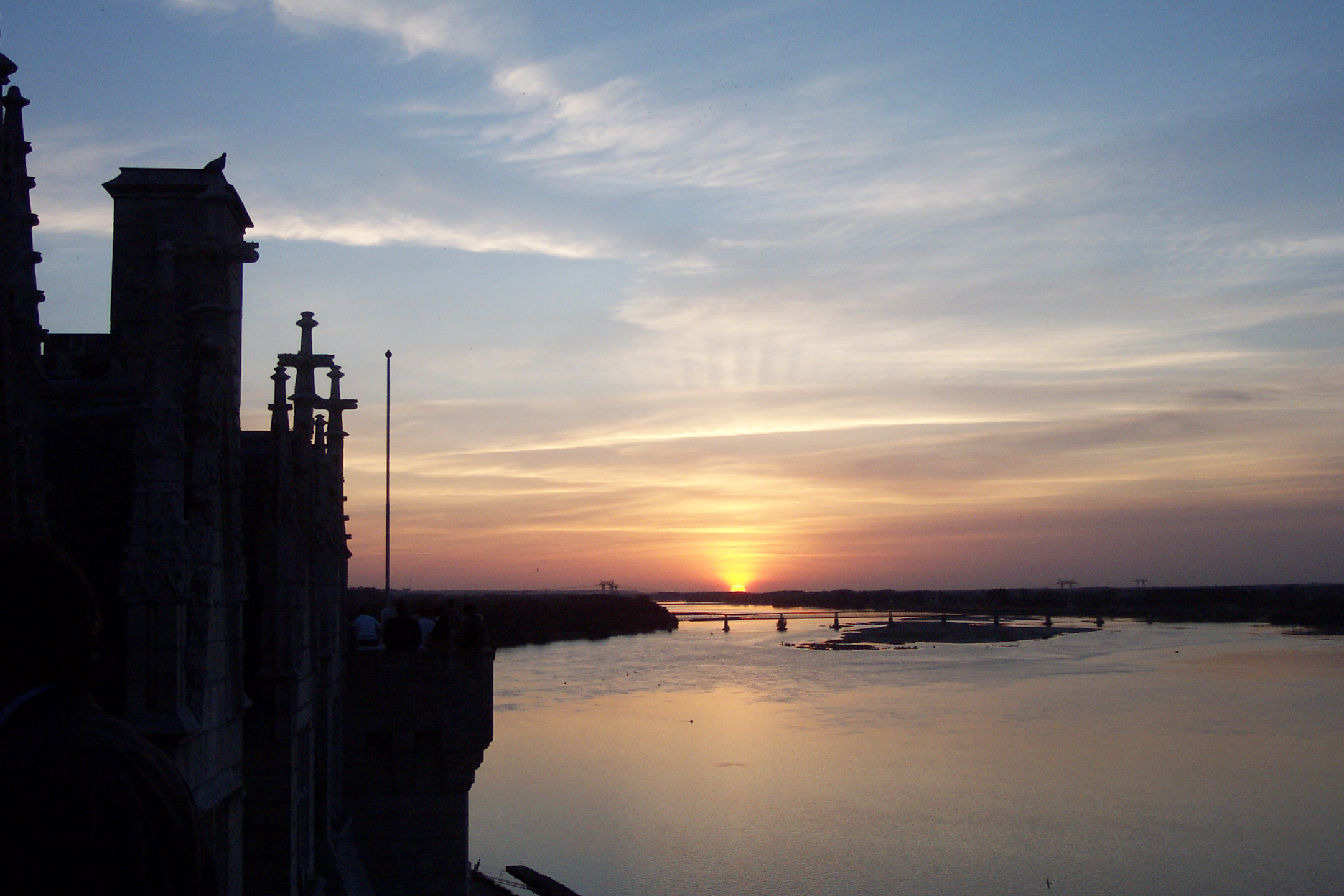
Вид заходящего солнца, открывающийся с террасы

Долина Луары Натура 2000 включает в себя две территории, расположенные в Монсоро, одна из которых посвящена Луаре, а другая — долине: Специальная природоохранная зона Долина Луары Ле Понт-де-Се Монсоро (FR 5200629) — это территория, включающая в себя «дикую» реку Луару и часть ее аллювиальной долины (главным образом, долины с плотиной). Разнообразие окружающей среды хорошо отражает относительно ненарушенное функционирование реки, представляющее ландшафтный и культурный интерес в этой части долины Луары.

### Региональный природный парк Луара-Анжу-Турень
Офис регионального природного парка Луара-Анжу-Турень находится в Монсоро. Созданный в 1996 году, он объединяет 141 коммуну в регионах Центр — Долина Луары и Пеи-де-ла-Луар, задачами которых являются охрана и управление природным и культурным наследием, освоение территории, экономическое и социальное развитие, прием, обучение и подготовка, проведение экспериментов и исследований.

### Долина Луары, Всемирное наследие ЮНЕСКО

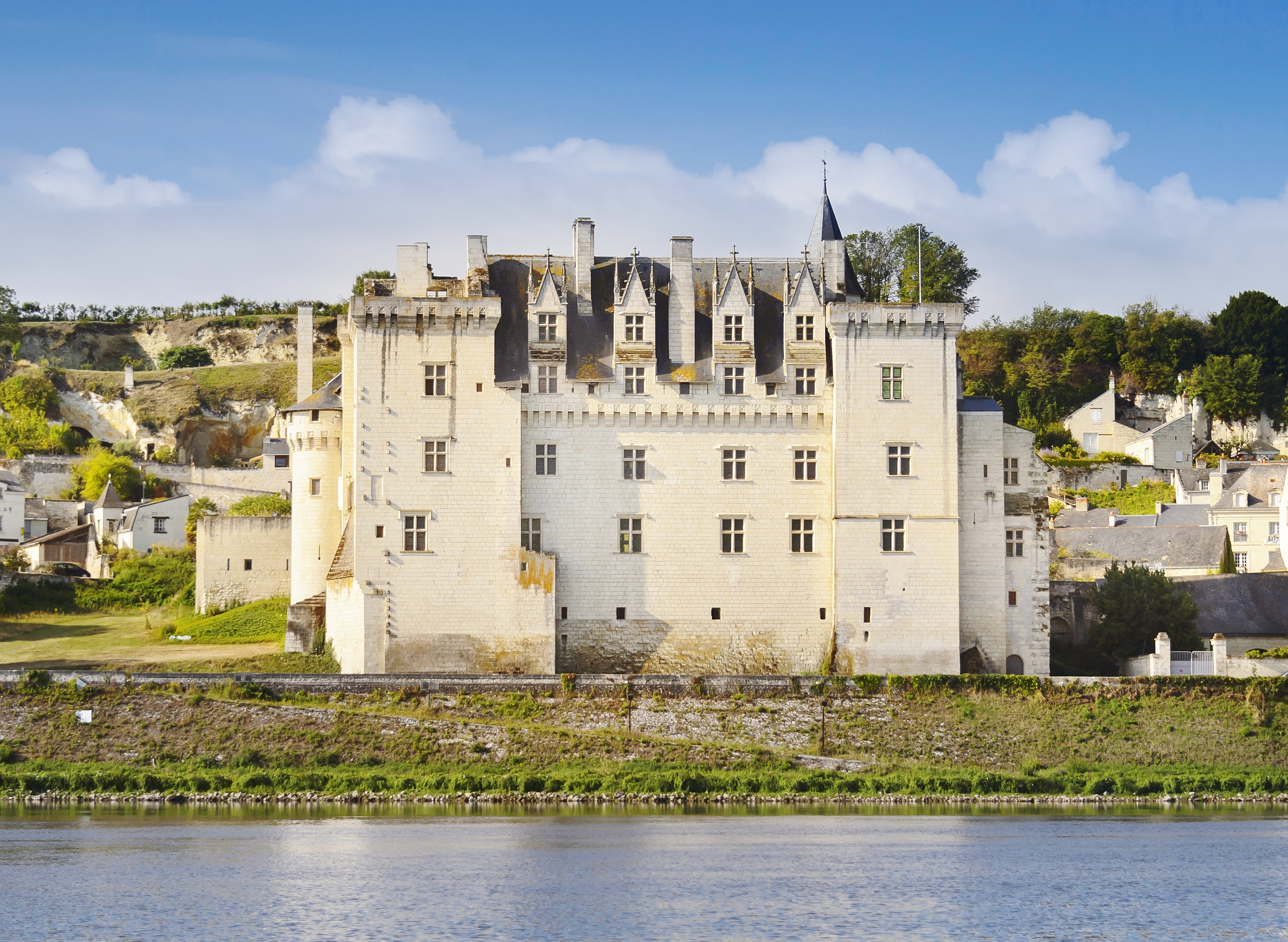
Замок Монсоро, Франция, Долина Луары

Замок Монсоро, расположенный в долине Луары между Сюлли-сюр-Луар и Шалонн-сюр-Луар, внесен в список всемирного наследия ЮНЕСКО по трем критериям:
- Критерий (i): Долина Луары отличается качеством своего архитектурного наследия, с её историческими городами, такими как Блуа, Шинон, Орлеан, Сомюр и Тур, но особенно с её всемирно известными замками.
- Критерий (ii): Долина Луары - это выдающийся культурный ландшафт, расположенный вдоль крупной реки. Он свидетельствует о взаимовлиянии человеческих ценностей и гармоничном развитии взаимодействия между людьми и окружающей их средой на протяжении более чем двухтысячелетней истории.
- Критерий (iv): ландшафт Долины Луары, и особенно её многочисленные памятники культуры, в исключительной степени иллюстрирует влияние идеалов эпохи Возрождения и века Просвещения на мышление и созидание Западной Европы.ЮНЕСКО - Долина Луары от Салли-сюр-Луар до Шалонн

## История

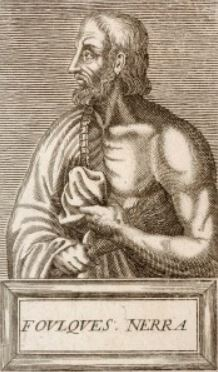
Фульк III Нерра делает Монсоро одной из первых крепостей Анжу.

Первая крепость возведена здесь в 990 году Одо, первым графом де Блуа. В 1001 году замок завоевал граф Фульк III Нерра и передал Готье I Монсоро из знатнейшей семьи Анжу. Таким образом, Castrum Monsorelli стал одним из сорока укреплённых замков в Анжу и одним из немногих, получившим название в честь владельца, на рубеже 1000 года. Вблизи замка появился город. Фульк с Готье обнесли его крепостной стеной, отчего местность порядка 150 лет оставалась неприступной. Дважды (в 1152 и 1156 года) замок осаждал английский король Генрих II Плантагенет.
В 1450 году окончилась Столетняя война. Жан II де Шамб (Jean II de Chambes), первый советник французского короля Карла VII, купил замок своего зятю. Он приказал разрушить замок и отстроить в 1455 году новый в ренессансном стиле.

### Средневековье
Название замка Монсоро остается, прежде всего, связанным с горой Соро, на которой он построен. На самом деле, на горе Соро за всю его двухтысячелетнюю историю было построено три здания. О первом здании ничего не известно, кроме колонны, найденной во рвах во время реставраций в двадцатом веке. Затем на Горе Соро Эдом I де Блуа была построена крепость и вскоре она перешла под правление Фулька III Анжуйского. Эта крепость является ареной эпических сражений между графами Анжуйскими и графами Блуа сначала, а затем между королем Англии и королем Франции. Последнее строение все еще находится на месте в 21-м веке, и даже если оно является одним из самых первых зданий эпохи Возрождения во Франции, оно, тем не менее, ассоциируется с жестокостью своего владельца во время Варфоломеевской ночи в Анжу.

#### Графы Анжуйские и графы де Блуа
Первое письменное упоминание о заселении этой местности поместьем Рестис датируется VI веком. Около 990 года она была преобразован в крепость графом Эдом I де Блуа, а затем перешла под власть графа анжуйского несколько раньше 1001 года. Граф Фульк III Анжуйский поручает охрану крепости рыцарю Готье I де Монсоро, принадлежащему к одному из самых престижных семейств Анжу.
Таким образом, Каструм Монсорелли является одной из сорока крепостей региона Анжу и является одним из немногих мест, которые уже имели статус сеньории в начале 1000 года. Вокруг замка быстро развивается агломерация, в la narratio de commendatione Turonice provincie опубликованном Салмоном в 1854 году, мы находим упоминание Monte Sorelli как одного из oppidis munitissimi e popuylosis, второй половины одиннадцатого века (после 1050 года). Пошлина за право выставлять свои товары на рынке засвидетельствована в письменных источниках с двенадцатого века.

#### Королевское аббатство Фонтевро

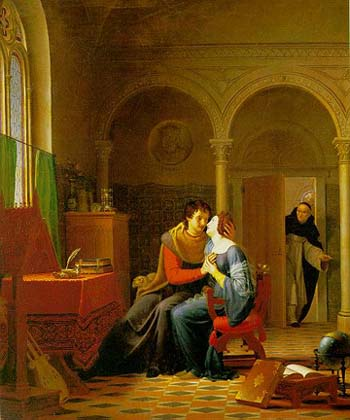
Жан Виньо. 1819. Элоиза, интеллектуал средневековья, жена Пьера Абеляра будет дочерью, родившейся в скандальном союзе Герсенде де Шампань, дамы де Монсоро, с сенешалем Франции Жильбер де Гарландом

При создании фонтевристской общины в 1101 году, аббатство Фонтевро зависело от Готье I де Монсоро, прямого вассала графа Анжуйского. Приёмная мать Готье, Герсенда Шампанская, — стала первой приорессой аббатства при жизни Роберта д'Арбрисселя.

#### Генрих II Плантагенет
В 1150 году Генрих II стал герцогом Нормандии в возрасте 17 лет, а год спустя, в 1151 году, он унаследовал графство Анжу после смерти своего отца Жоффруа V Анжуйского. В 1152 году Генрих II женился на герцогине Алиеноре Аквитанской, разведённой восемью неделями ранее с королем Франции Людовиком VII. Это противоречило всем феодальным обычаям. Этот брак, помимо оскорбления и недоверия, которое он представлял по отношению к Людовику VII, вызвал глубокое негодование у короля Франции. Таким образом, во время восстания, организованного Жоффруа VI в 1152 году против своего брата за его владениях в Анжу, он нашел подходящего союзника в лице Людовика VII. Это восстание закончилось во время осады и взятия крепости Монсоро, вынудив Жоффруа капитулировать, когда его главные союзники уже сдались и Людовик VII заболел. Генрих II остался графом Анжу, но крепости Шинон, Миребо, Лудён и Монсоро были возвращены Жоффруа в 1154 году, тогда как в завещании его отца упоминалось, что графство Анжу должно вернуться к Жоффруа, если Генрих II станет королем Англии. Законный владелец Анжу, Нормандии и Аквитании, которую он получил от союза с Алиенорой, Генрих II стремится отвоевать Англию, в то время оккупированную Стефаном Блуаским, двоюродным братом его матери Матильды, дочери английского короля Генриха I. В 1153 году он подписал с королем Стефаном Уоллингфордский договор о предоставлении ему Англии в качестве наследства, а после его смерти в 1154 году Генрих II стал королем Англии. В 1156 году Жоффруа устраивает второе восстание против своего брата, которое снова завершилось взятием Монсоро в конце августа 1156 года, несмотря на все усилия по его укреплению. Жоффруа и Вильгельмом де Монсоро взяты в плен. Жоффруа возвращает командование Лудёном, как и Вильгельм де Монсоро своего феода чуть позже, потому что Генрих II оставляет Монсоро для собственного использования вплоть до своей смерти. Около 1168 года Генрих II приказал построить первую дамбу Луары между Ланже и Сен-Мартен-де-ла-Пляс на протяжении более 45 км, чтобы защитить долину. Этот королевский указ короля Англии был подписан Вильгельмом де Монсоро и его сыном Вильгельмом. В 1171 году он предоставил монахам Турпене право строить в каструме дома, свободные от пошлин.

#### Савари де Монбазон
Вместе с Готье, старшим сыном Вильгельма, не имеющего детей мужского пола, владения сеньора перешли к семье Савари де Монбазон, после женитьбы в 1213 году его дочери Ферри на Пьере II Савари, сеньоре де Монбазон. Семья Савари де Монбазон поучают земли Монбазон благодаря пожертвованиям Филиппа II Августа. Эти пожертвования короля обязывали их отдавать эту землю ему всякий раз, когда он попросит об этом, и запрещали им укреплять ее без его согласия. После победы при Бувине, Филипп II Август выбрал его в 1214 году вместе с Гаем Турпеном, архидьяконом Тура, чтобы заключить мир с королем Англии Иоанном Безземельным.

#### Виконты Шатодён и Шабо
Второй род Монсоро исчез в 1362 году, когда единственная дочь Рено VII выходит замуж за Вильгельма II де Краона. Семья де Краон (виконты де Шатодён) сохраняла сеньорию до 1398 года. Четвёртый род, род Шабо, длится всего несколько десятилетий.
В 1450 году, чтобы погасить различные долги, Людовик II Шабо продал свои поместья Монсоро и Ла Кутансьер своему шурину Жану II де Шамб, который уже начал между 1443 и 1453 годами строительство главного здания нынешнего замка Монсоро. Потомок старинного знатного рода, родом из Ангумуа, Жан II де Шамб поступает на службу к Карлу VII в 1426 году в качестве оруженосца, за два года до знаменитой встречи короля с Жанной д’Арк в замке Шинон. Придворный офицер короля Франции в 1438 году, советник, а затем камергер, в 1444 году он стал «первым метрдотелем» короля, в связи с чем затем объединился с Жаком Кёром. Жан II Шамб, после немилости последнего в 1453 году получил значительную сумму денег, которую финансист был должен ему. Карл VII поручил ему несколько деликатных дипломатических миссий и послал его в качестве посла в Венецию в 1459 году для подготовки нового крестового похода в Риме и Турции. Его сеньории Монсоро и Аржантон, а также его различные должности — позднее он был губернатором Ла-Рошели, владельцем замка и вигье в Ньоре, Тальмон-сюр-Жирондеи Эг-Морте — обеспечивали ему существенный доход. Связанный с Жаком Кёром, он был богатейшим человеком Франции. Также он был французским послом в Венеции и Османской турции.
Далее на протяжении истории замок Монсоро был заброшен и использовался в качестве торгового склада. В 1862 году замок занесён в государственный перечень исторических памятников. В 1913 году замок попал в руки Генерального Совета Мэна и Луары, которые начали реставрационные работы.
В наши дни в 16-ти залах замка расположена постоянно действующая выставка «Образы Луары» которая в сопровождении аудиозаписей рассказывает о жизни на берегах Луары. Так, например, показывается традиционный маршрут по замкам Луары.
Также в замке размещён небольшой музей отряда марокканской конницы, где собраны оружейные принадлежности, военные атрибуты и регалии этой части кавалерии, основанной генералом Дамадом. Отряд использовали при завоевании Марокко, а также в итальянской кампании во время Второй мировой войны.

### Раннее Новое время
С 1450 по 1460 год Жан II де Шамб все чаще выступает в роли посла, его очень часто приглашают остановиться за пределами Анжу, в то время как его замок находится в стадии строительства. Эти десять лет представляют собой замечательный подъем его политического и финансового влияния благодаря его близости к Карлу VII. Находясь не в таких тесных отношениях сего преемником Людовиком XI, Жан II де Шамб постепенно уходит из политики, начиная с 1461 года.
Жан III сменяет своего отца, умершего в 1473 году, и женится на Мари де Шатобриан, которая в 1519 году основывает коллегиальный собор Святого Креста на другой стороне рва, окружающего замок.
В 1505 году Анна Бретонская и ее дочь Клод Французская останавливаются на месяц в замке Монсоро, прежде чем снова отправиться по Луаре в Бретань. Впоследствии Клод Французская обручается с Шарлем Люксембургским, чтобы облегчить ведение Итальянских войн путем укрепления испанского альянса. Людовик XII расторгает помолвку в 1505 году и приказывает заключить брак с Франсуа де Валуа-Ангулемским, будущим Франциском I.

#### Варфоломеевская ночь

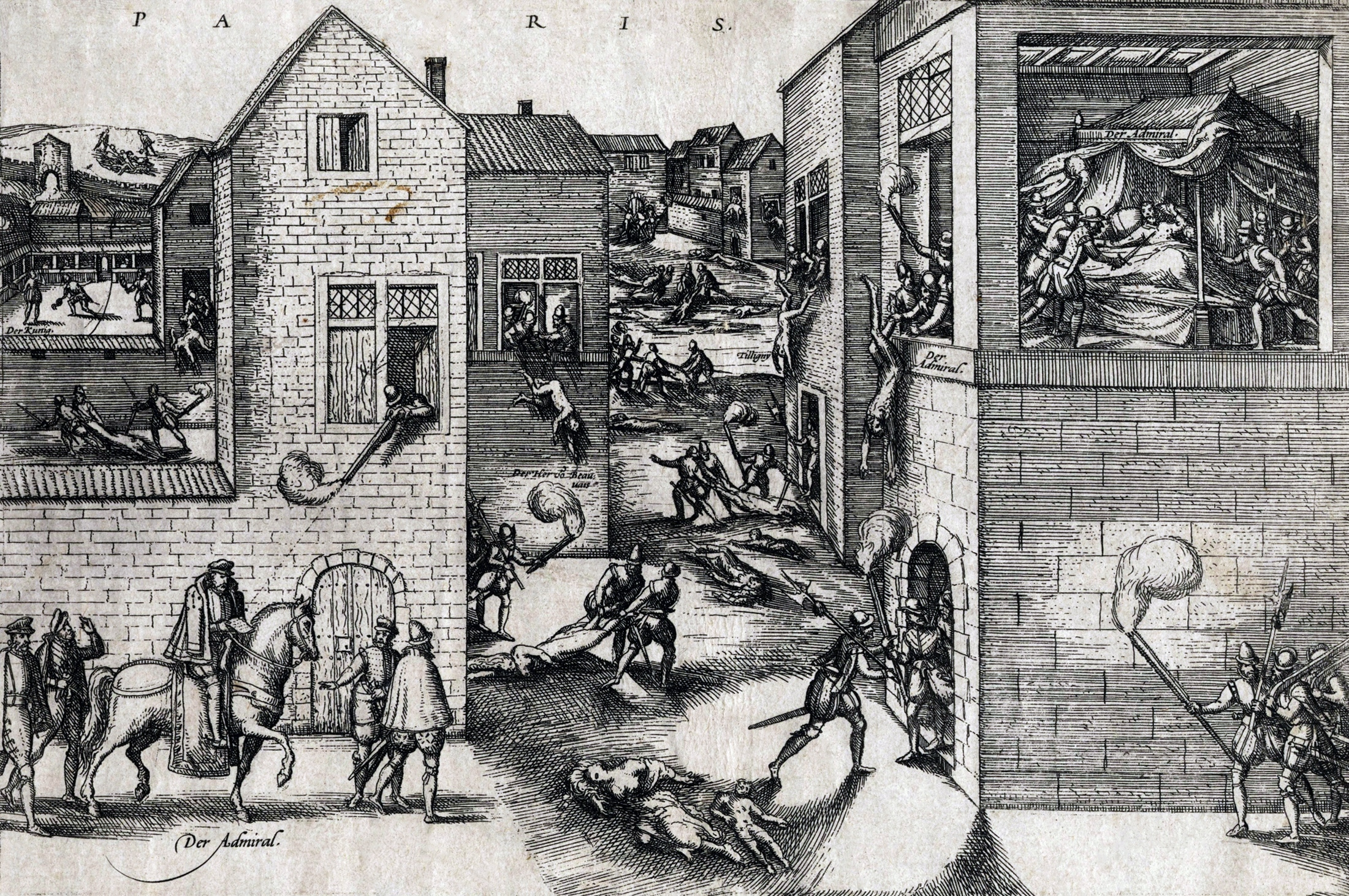
Жан IV де Шамб является палачом в Варфоломеевскую ночь в Анжу.

В 1530 году Филипп де Шамб, проживающий в Монсоро, женился на Анне де Лаваль-Монморанси. Его старший сын, Жан IV де Шамб, унаследовал Монсоро, поместье Кутансьер, и в 1560 году его земли были возведены в баронство. Монсоро разграблено протестантами в 1568 году; коллегиальный Собор Святого Креста снесен, а городские укрепления разрушены. 22 августа 1572 года покушение на Гаспара II де Колиньи стало началом расправы над протестантами в Париже двумя днями позже, в День Святого Варфоломея. Эта резня продолжается несколько дней в столице, а затем распространяется более чем на двадцать провинциальных городов. Жан IV де Шамб оказался одним из самых активных агитаторов убийств в провинции. Он усердно занимался организацией и исполнением " Святого Варфоломея Анжуйского " в Сомюре, а затем в Анже 28 и 29 августа, несмотря на запрет, предписанный королем Карлом IX еще 28-го числа. Толкования этих массовых убийств многочисленны и во многом зависят от заявлений короля. Баронство Монсоро возведено в графство патентными письмами 1573 и 1575 годов. После смерти Жана IV де Шамб в 1575 году, его брат Шарль де Шамб становится графом Монсоро и спустя год женится на Франсуазе де Маридор (1558—1620) имя которой остается связанным к убийству сеньора де Бюсси д’Амбуаз.

#### Контрабанда соли и фальшивые деньги

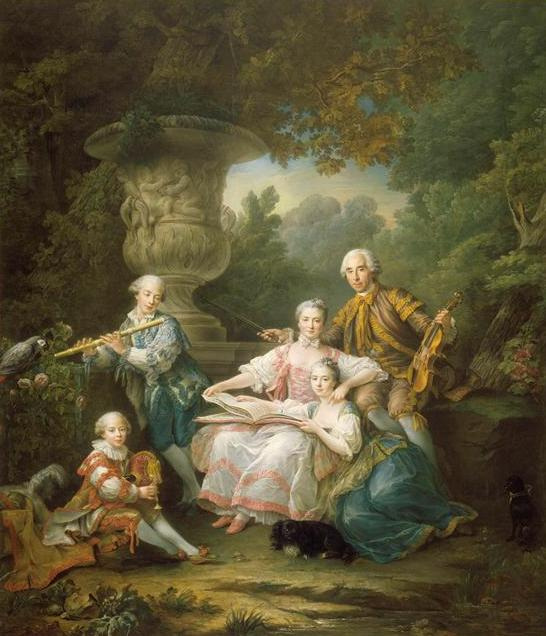
Людовика II Дю Буше де Сурш (1711-1788), маркиз де Сурш, графа Монсоро, Старший прево Франции, нарисованный Франсуа-Юбером Друэ.

В последнее десятилетие XVI века в замке размещался гарнизон из пятидесяти, а затем двадцати человек. Однако при Людовике XIII его больше не существует: Рене де Шамб (1587—1649), старший из шести детей Шарля и Франсуазы де Монсоро, добивался гарнизона королевских войск, но столкнулся с отказом Ришельё. Рене де Шамб известен только тем, что Жедеон Таллеман де Рео пишет о нем в своих рассказах. Говорят, что он был осужден как фальшивомонетчик и контрабандист солью по обвинению одной из своих любовниц. Он был приговорен к смерти и был вынужден бежать в Англию, откуда так и не вернулся. После смерти его преемника Бернара де Шамба замок Монсоро лишь изредка занимают его различные владельцы.

#### Буше- де-Сурш
Екатерина де Шамб, старшая из дочерей Бернара де Шамб, вышла замуж за Луи-Франсуа I Дю Буше, который умер в 1716 году, оставив 400 000 ливров долга. Его старший сын Людовик I Дю Буше женился на Жанне де Пошоль Дю Амель, которая принесла ему 200 000 ливров приданого. В 1793 году замок Монсоро был объявлен национальным имуществом.

### XIX—XX вв.
Вдова Людовика-Франсуа II Дю Буше де Сурш, маркиза де Турзель, продает замок и то, что осталось тогда от поместья Монсоро с 1804 года. После того, как место было выставлено на продажу, здание занимали 19 владельцев, которые переустроили эту местность.
Внешнее состояние главного здания частично известно благодаря различным изображениям и описаниям, сделанным во второй половине XIX века, которые показывают ветхое состояние здания. В 1910 году замок находился в очень плохом состоянии, что вызвало озабоченность членов Французского археологического общества. Благодаря боевитости сенатора Де Жоффра, который ознакомил Генеральный совет с ситуацией, ситуация в итоге развивается благоприятно. Департамент Мен и Луара постепенно приобретал различные владения, начиная с 1913 года, а начатые в 1923 году реставрационные работы продолжаются без перерыва вплоть до Второй мировой войны.

#### Реставрация XX века
В 1919 году Государство и Генеральный совет Мэн и Луары под руководством Жана де Жоффра де Шабриньяка начали большую кампанию по восстановлению разрушенного тогда замка Монсоро. Первый шаг заключался в выводе воды из здания с помощью временного покрытия. Из-за повреждения балок с лепным орнаментом XV века Жан Ардион, главный архитектор исторических памятников, решает включить железобетон в оригинальную древесину. Новые бетонные детали, окрашенные втромплёй, чтобы создавалась иллюзия дерева, были сделаны анжуйским мастером по имени Лебуше. Оригинальный каркас из каштанового дерева укреплен и дополнен. Строительство было прекращено во время Второй мировой войны и возобновлено по окончании конфликта.

### Музей марокканских гумьеров и коренных народов Марокко

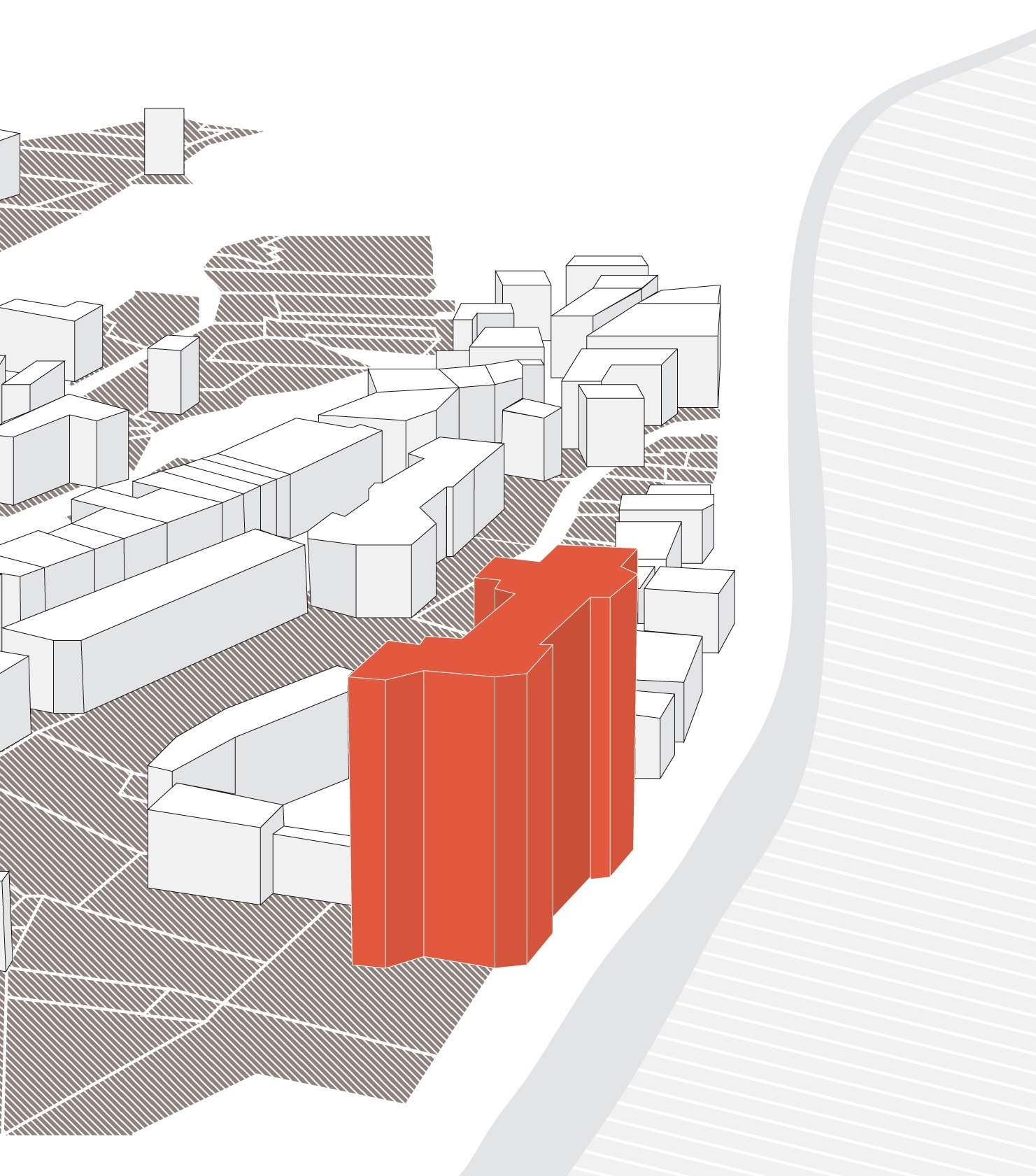
Размещения замка Монсоро в Монсоро

С 1956 по 1999 год в замке Монсоро располагался Музей марокканских гумьеров и коренных народов Марокко. В 1956 году, когда Марокко обрело независимость и смешанные марокканские гумьеры — легкие пехотные подразделения африканской армии, состоящие из местных марокканских войск под руководством Франции,- сформировали основу Королевской марокканской армии. Полковник Онис получил от Генерального совета Мен и Луары разрешение на использование помещений на первом этаже замка Монтсоро для создания Музея марокканских гумьеров и коренных народов Марокко, где были собраны сувениры и трофеи.
Это разрешение было ратифицировано подписанием долгосрочной аренды на 99 лет между Кумией (Ассоциация бывших марокканских гумьеров и коренных народов) и Генеральным советом Мэн и Луары. Инаугурация состоялась в августе 1956 года в присутствии маршала Жюэна и полковника Маккарти.
Долгосрочная аренда закончилась преждевременно. Музей окончательно закрыл свои двери 1 марта 1997 года.

### Музей современного искусства с 2016 года

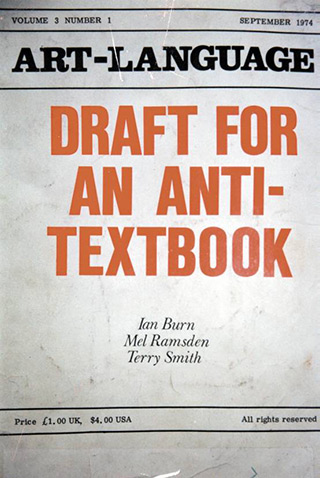
Искусство и язык, Art-Language The Journal of Conceptual Art, коллекция Музея современного искусства «Замок Монсоро».

В январе 2016 года совет департамента Мэн и Луары сдает замок в долгосрочную аренду на 25 лет Филиппу Меайю, который размещает там свою коллекцию современного искусства, сосредоточенную на Искусстве и языке. Это самая большая в мире коллекция работ этого коллектива английских, американских и австралийских художников, считающихся основателями концептуального искусства. Музей, названный Музей современного искусства «Замок Монсоро» открывается в апрель 2016 года.
Его коллекция регулярно предоставляется во временное пользование международным и национальным музеям (Центр Помпиду в Париже, Музей современного искусства в Барселоне, Музей Гуггенхейма в Бильбао, Центр современного творчества Оливье Дебре в Туре), а также для проведения тематических выставок (в мае 1968 г. для " Soulèvements " в Национальной галереи Же-де-Пом в Париже, для " Luther und die Avant Garde " в Виттенберге).
В год открытия музей посетили 35,000 посетителей. В тот год он представил работы Агнес Тюрнауэрво время своей летней временной выставки и дважды отдал дань уважения художнику-минималисту Франсуа Морелле. Впервые, создав премию Франсуа-Морелле 8 апреля 2016 года, которая ежегодно присуждается автору за приверженность современному искусству. Премия вручается во время национальных дней книги и вина в Сомюре. Во время ее первого проведения, премия была вручена Катрин Милле. Второй раз, торжественно открыв в декабре на своем фасаде одну из работ Франсуа Морелле, умершего 9 месяцами ранее 10 мая 2016 года.

## Галерея

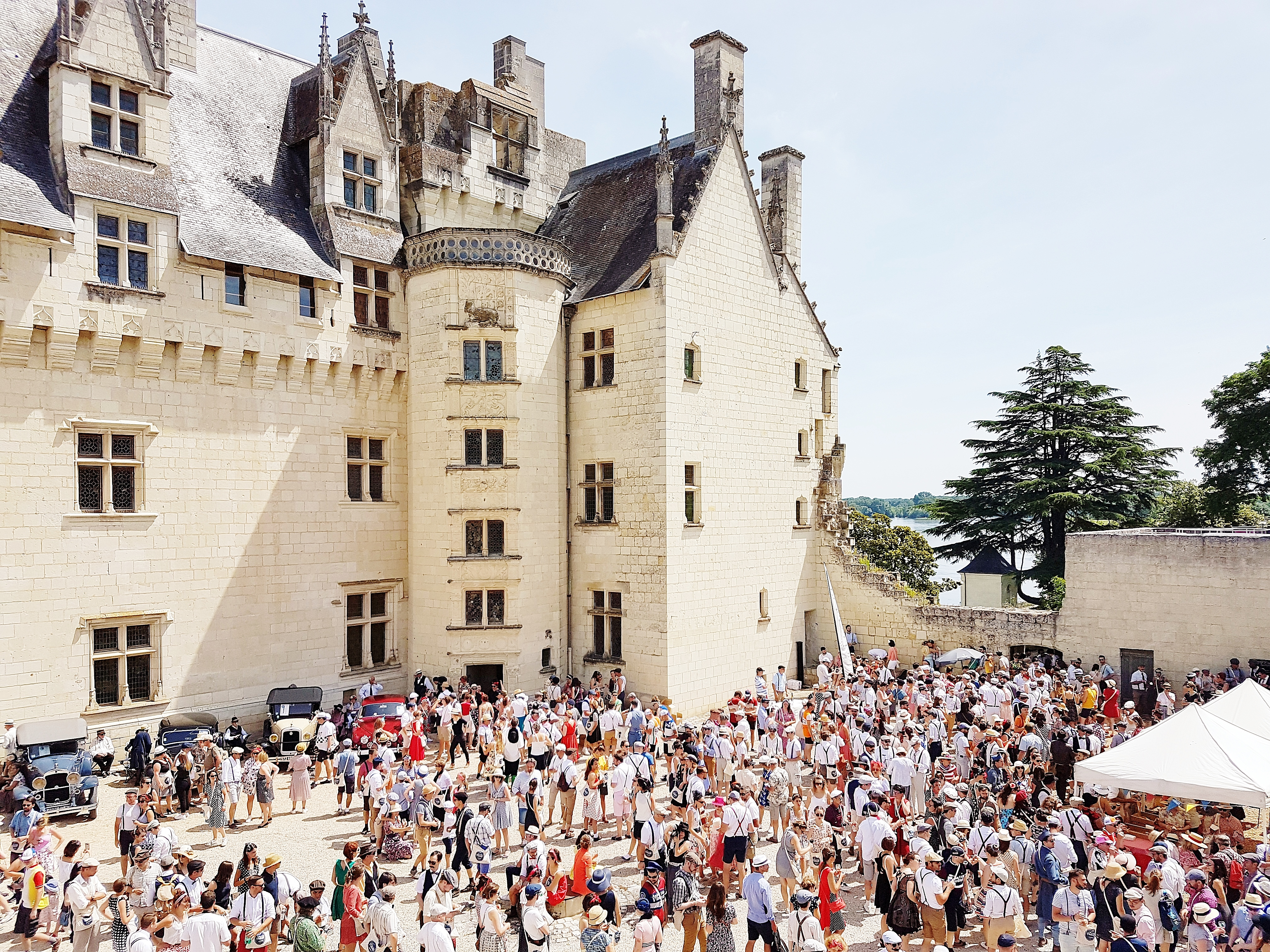
Двор Музея современного искусства «Замок Монсоро» во время Anjou Vélo Vintage.
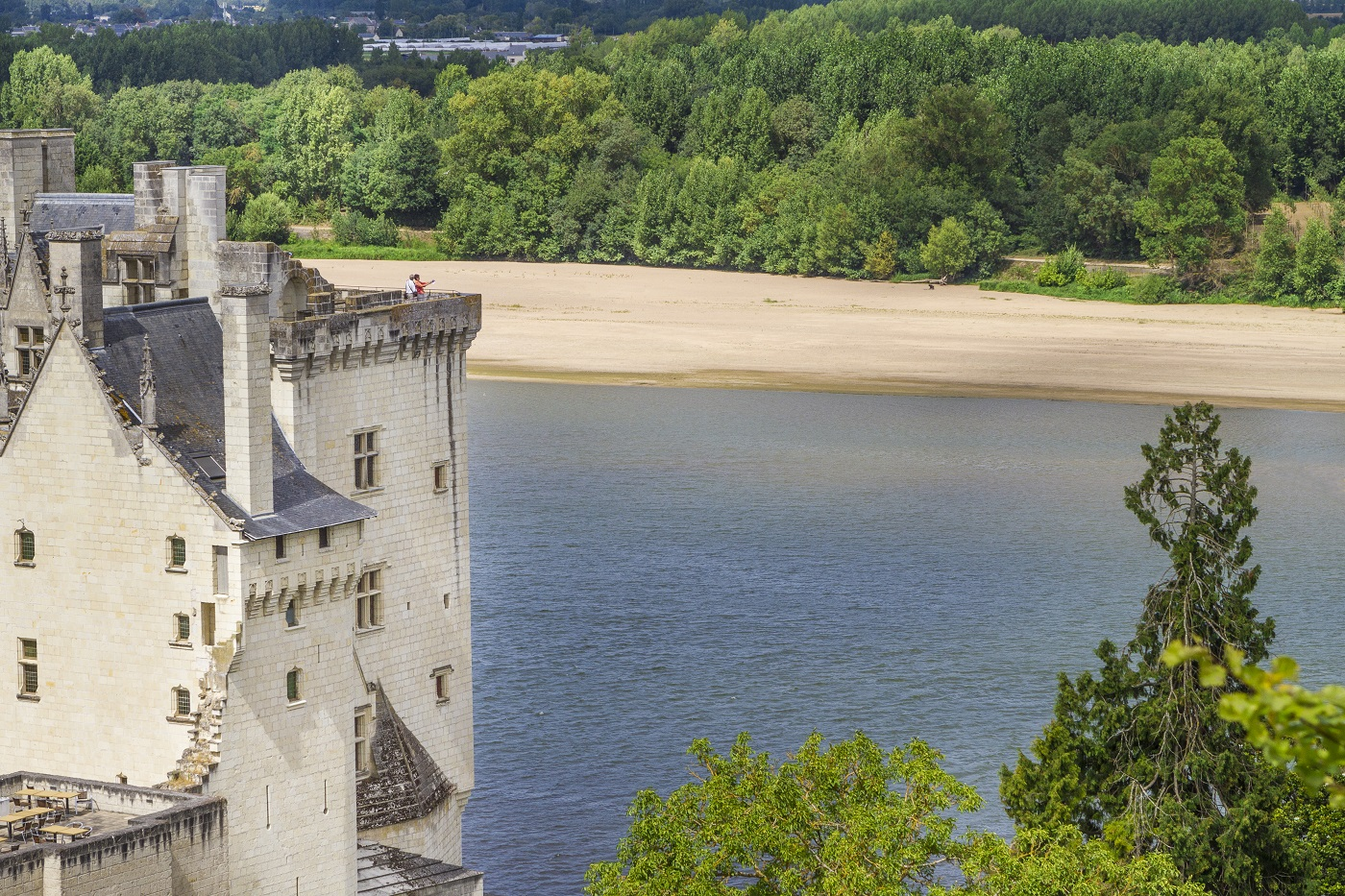
Замок Монсоро из деревни.
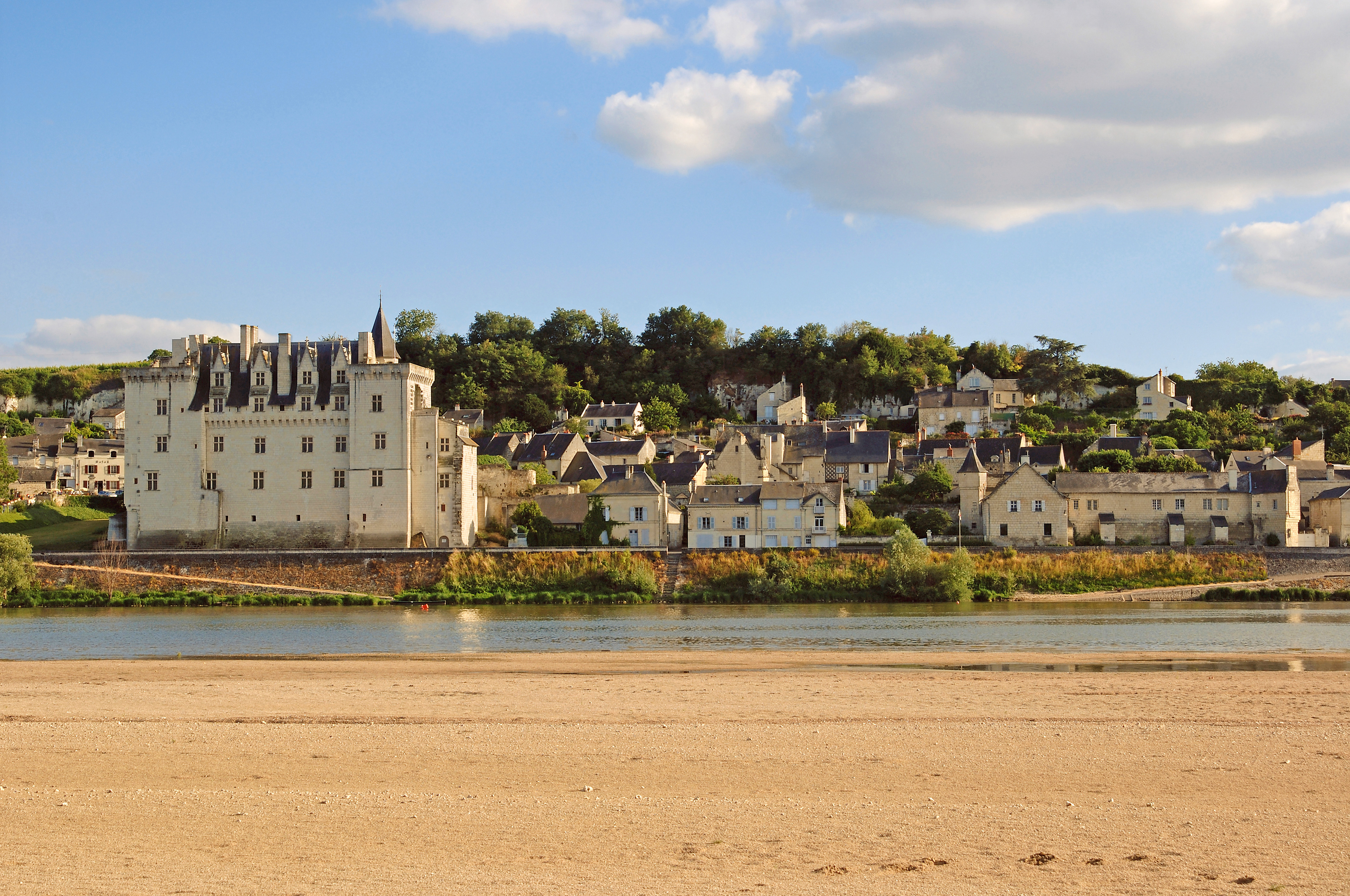
Музей современного искусства «Замок Монсоро» вид, открывающийся с Иль-о-Тан.
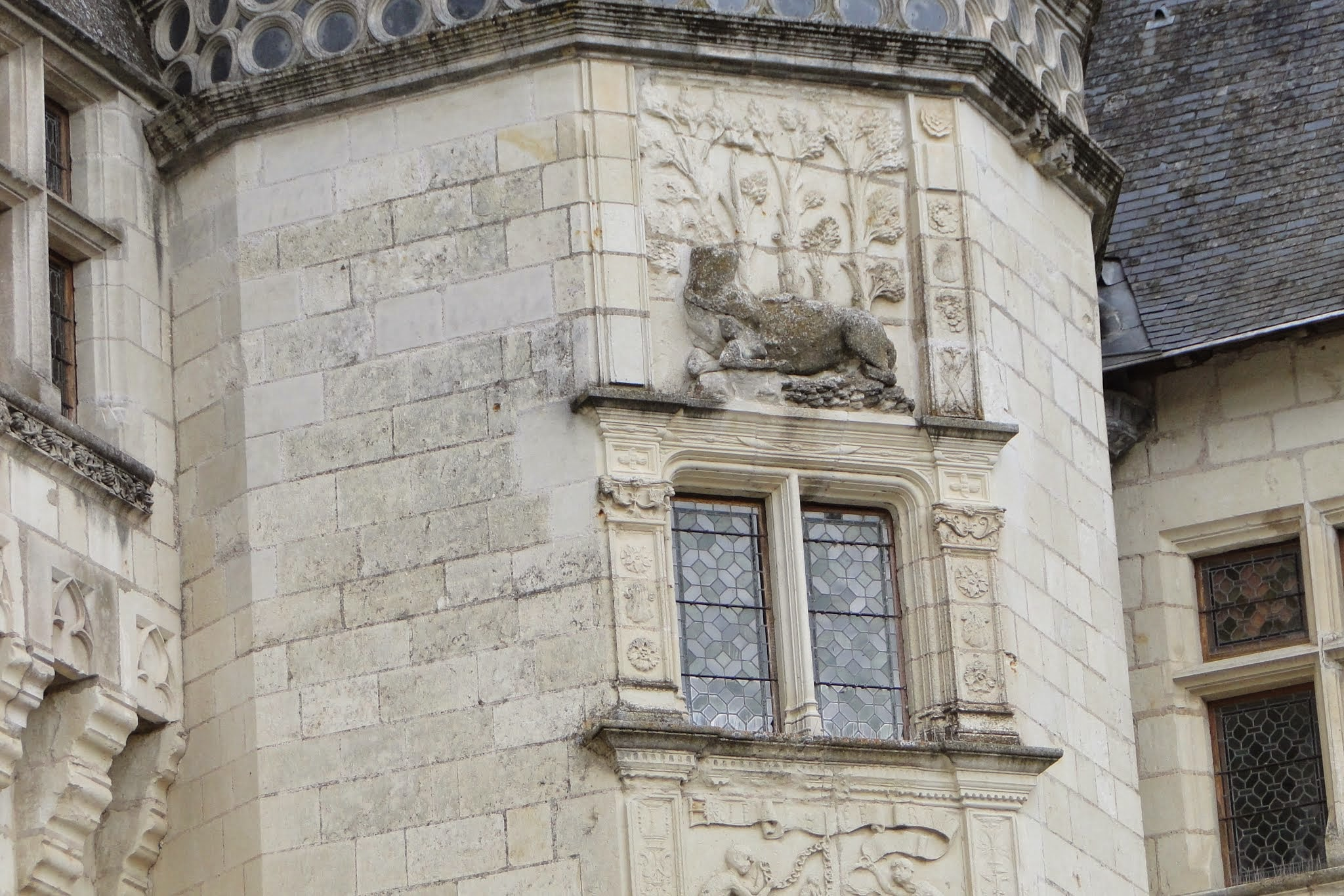
Лестничная башня в стиле Ренессанс с изображением лежащего оленя.
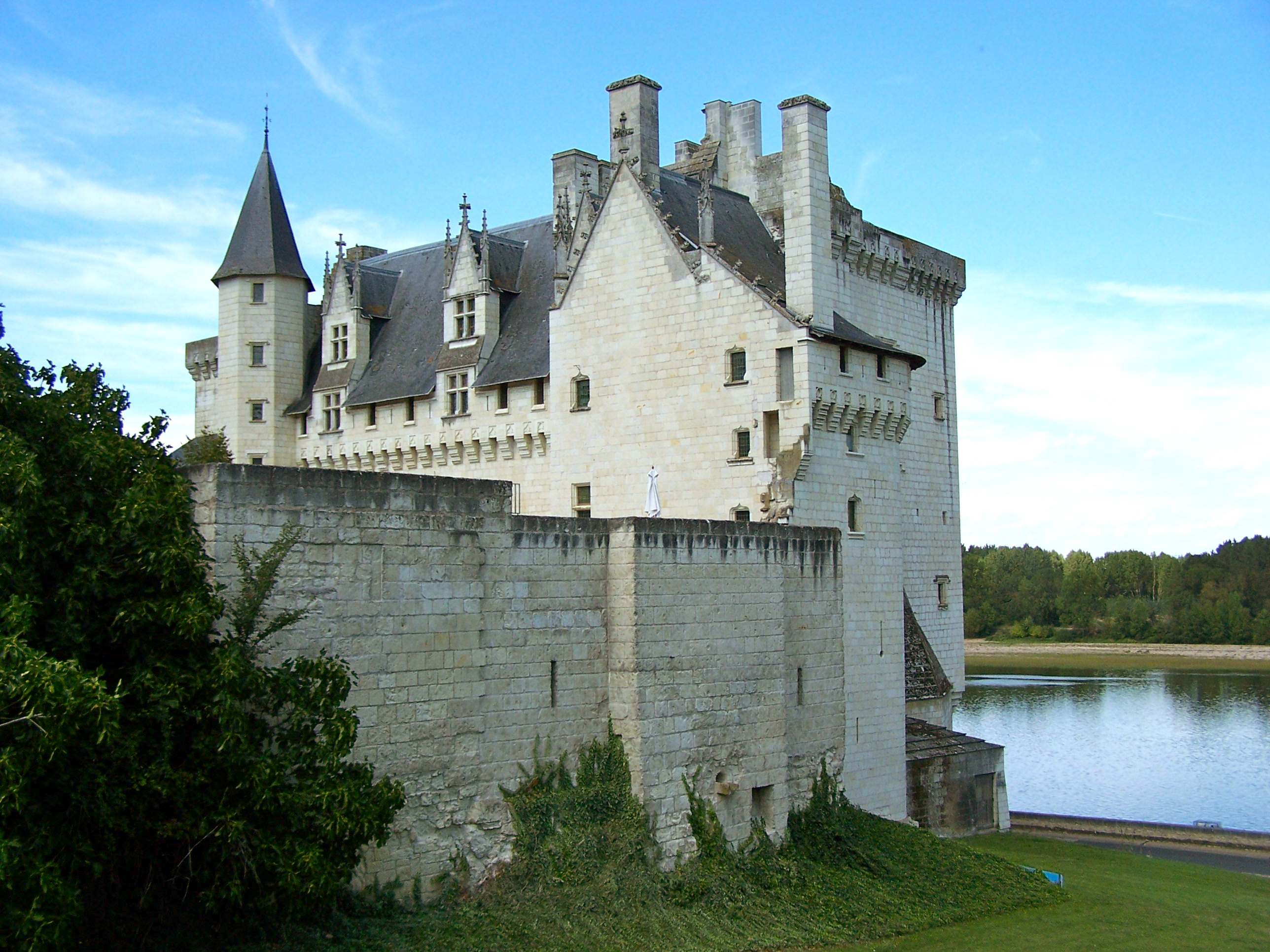
Вид на замок со стороны садов.
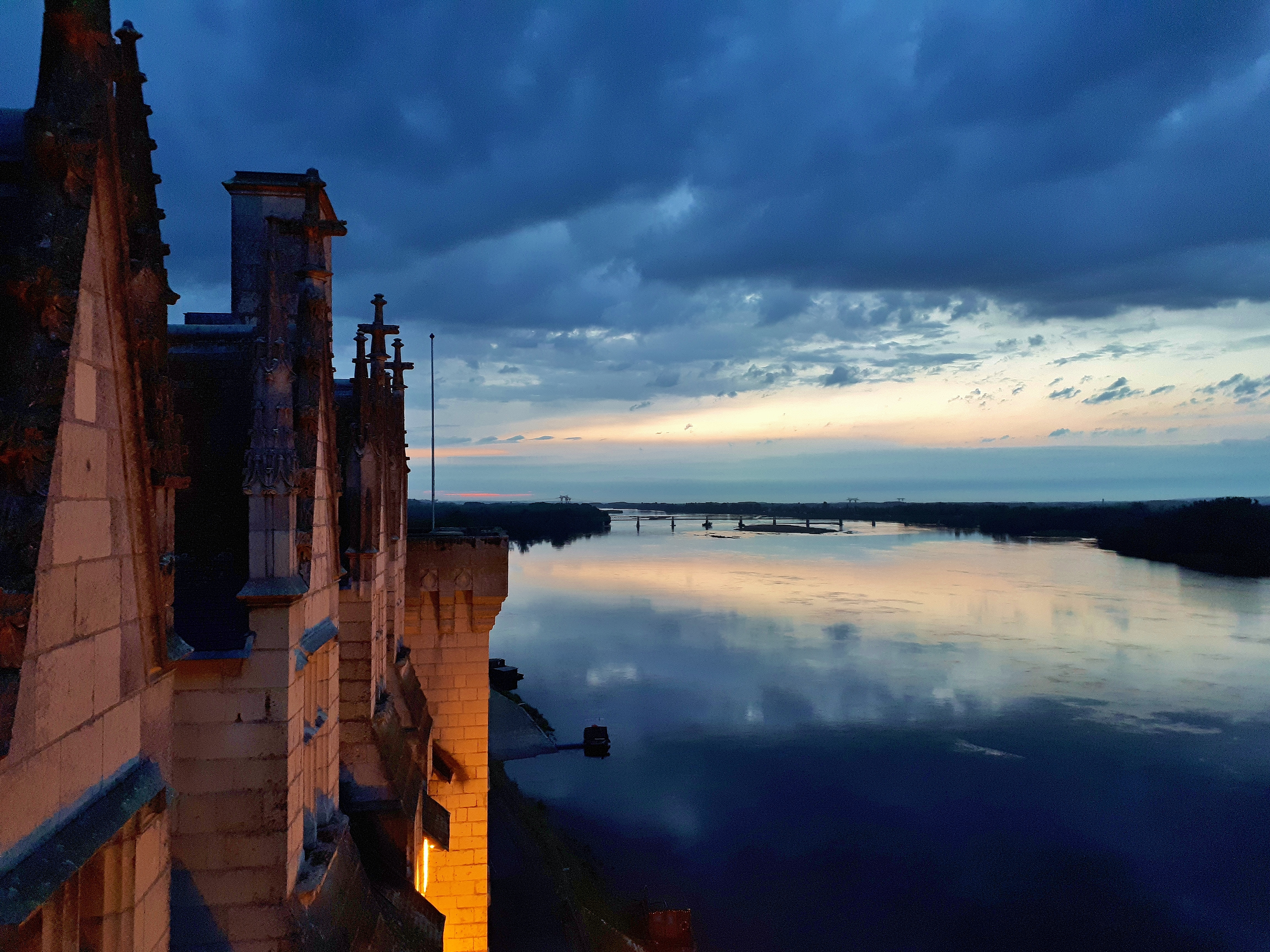
Закат над Луарой с террасы замка.
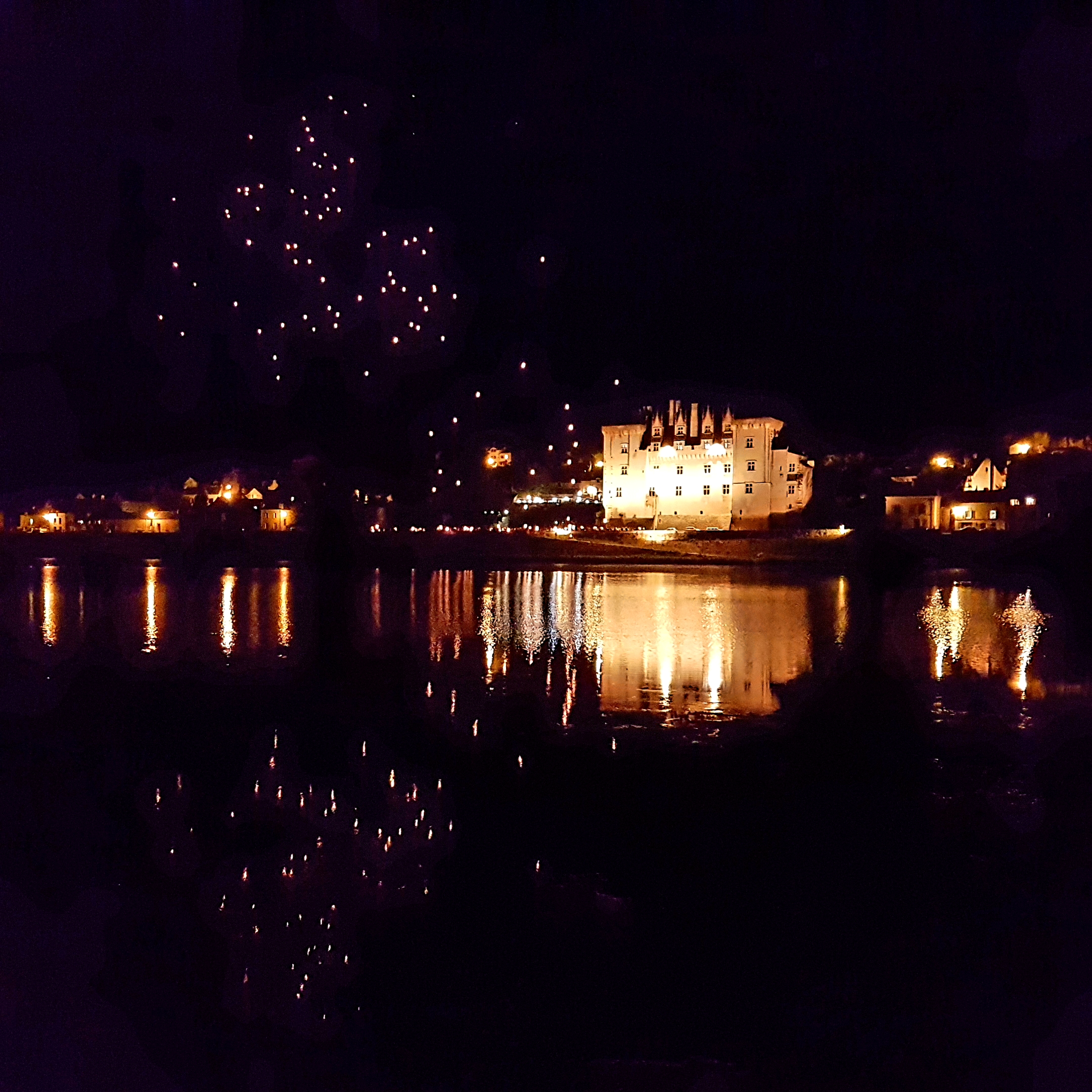
Запуск китайских фонариков перед замком.

## Архитектура

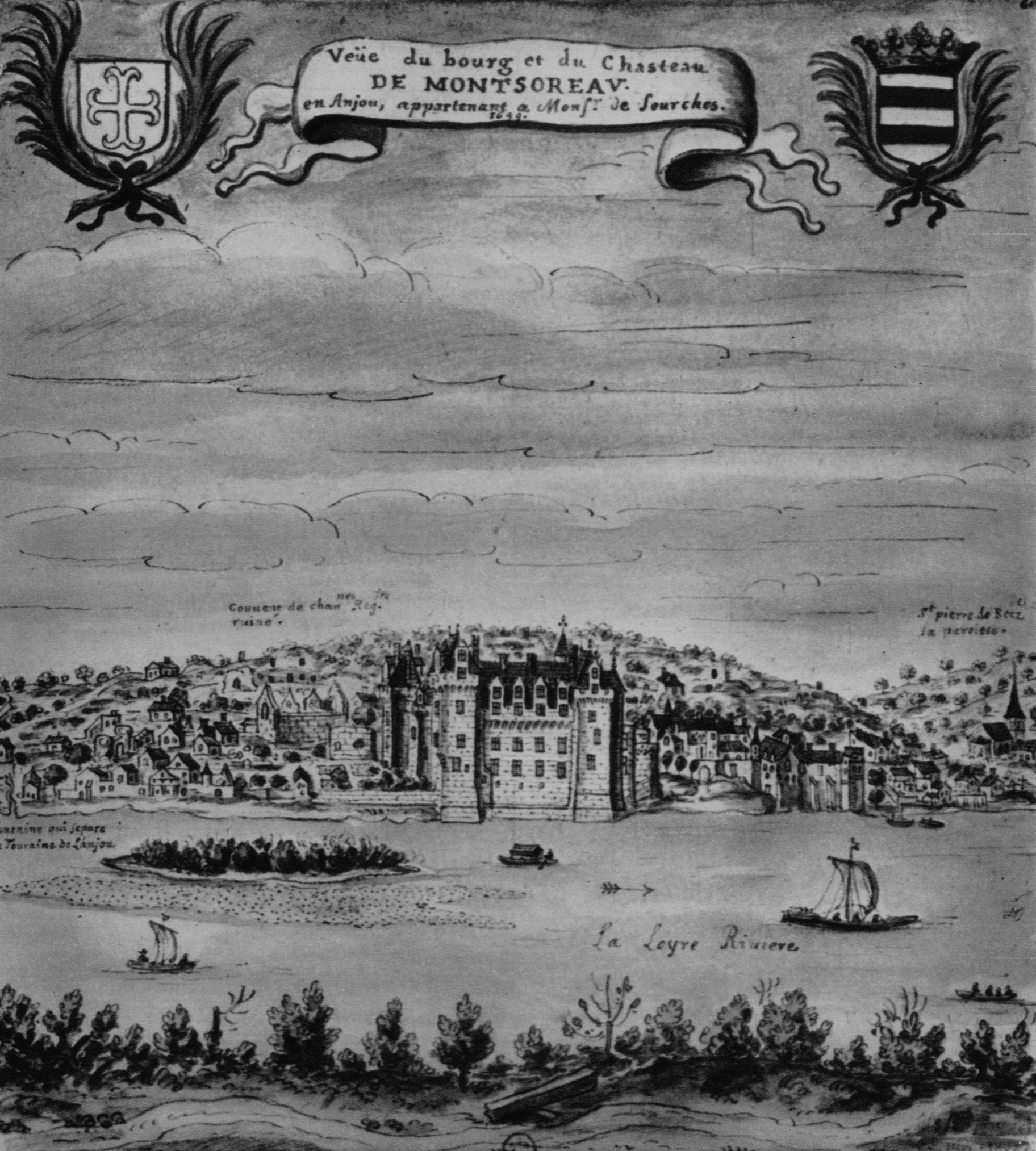
Замок Монсоро, чернила на бумаге, ок. 1650, коллекция Gaignières.

Замок стоит на слиянии рек Луара и Вьенна, что определило его стратегическую ценность как крепости, позволяющей контролировать речное сообщение. Его военное назначение можно определить по северному фасаду. В замке есть специальная восьмиугольная смотровая башня, которая была построена в итальянском стиле XV века. Строительный материал, из которого выполнен замок, является характерным для всей Долины Замков: как и многие другие крепости, и дворцы, замок Монсоро построен из белого песчаника. Замок был перестроен в период эпохи Ренессанса с множеством каминов, с двумя винтовыми лестницами, просторными залами и настенными рисунками.

### Введение

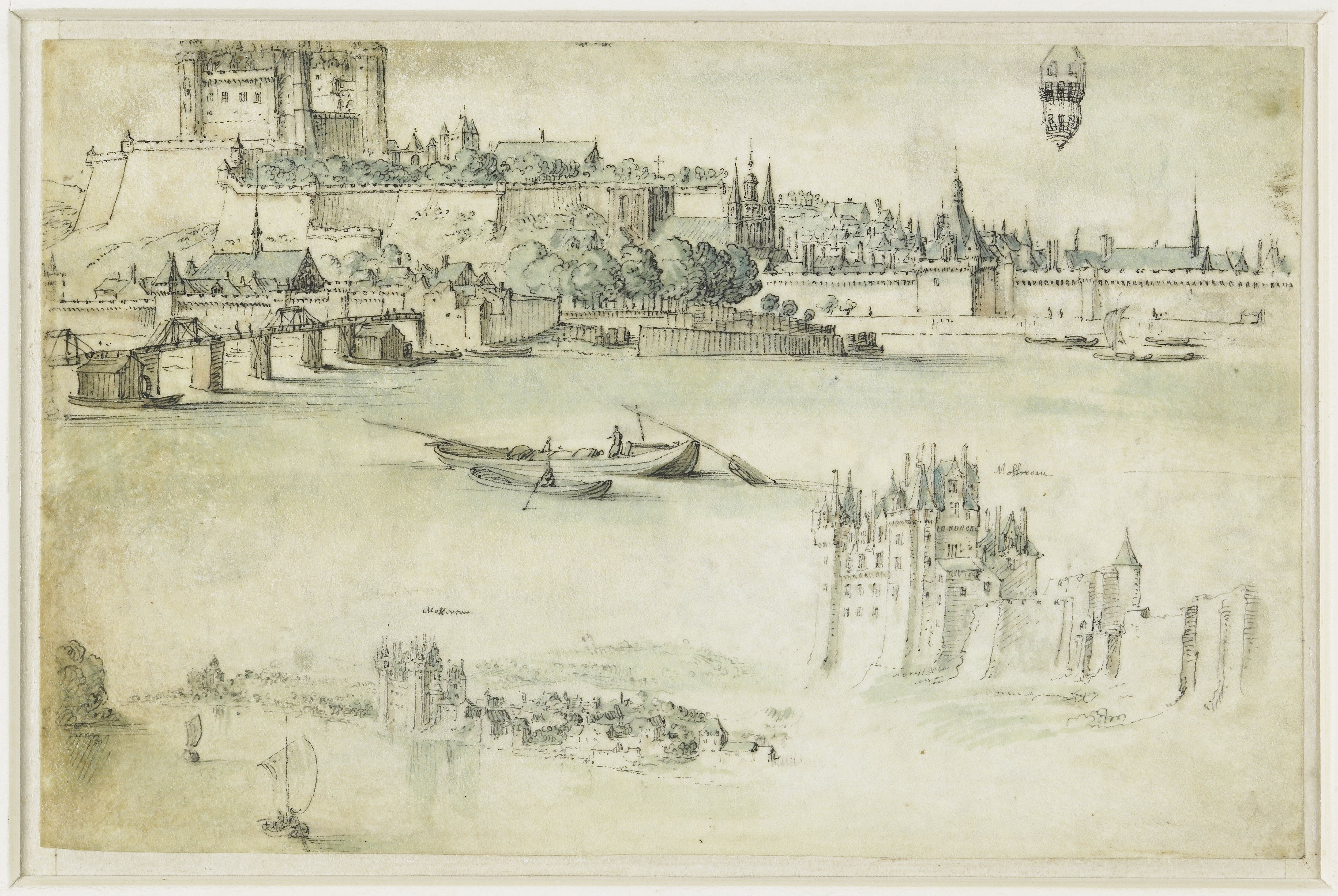
Замок Монсоро, чернила на пергаменте, ок. 1600 г. Собрание Реймскусейма в Амстердаме.

Лестница15-говека, по которой мы входим в замок, ведет в четырехугольный двор. На севере, со стороны Луары, возвышается главное здание, расположенное между двумя высокими павильонами, окруженными, как на востоке, так и на западе, двумя маленькими флигелями, расположенными по углам. На востоке сохранилась разрушенная прямоугольная башня, неуместно именуемая донжоном, которая была снесена в прошлом веке на расстоянии нескольких метров от уровня земли. С другой стороны, входной павильон был также разрушен с целью извлечения строительных материалов. Только к югу сохранился широкий земляной вал, пронизанный погребами, который удвоил крепостную стену. За рвом возвышается церковь Сен-Мишель, принадлежавшая замку, которая сегодня превратилась в жилой дом. Оборонительный ров, около двадцати метров в ширину и очень глубокий первоначально, окружал замок с трех сторон. Во время паводков он периодически наполняется речными водами.
Все здания построены из белого туфа. Этот мягкий, пористый известняк, столь распространенный в Анжу и Турени, здесь очень хорошего качества. Он был извлечен из глубоких подземных карьеров, вырытых на самой скале, в непосредственной близости от строительной площадки, и разрезан на камни довольно скромных размеров, мало отличающихся от тех, которые использовались до Столетней войны; гранильные знаки-римские цифры, выгравированные на большинстве внутренних стен, — не соответствуют клейму мастера-каменщика, но указывают на точную высоту камней, что свидетельствует об очень сложной организации строительства. Крыши сделаны из анжуйского сланца, как это было принято во всей долине. Фасад, смотрящий на Луаре, с его двумя прямоугольными массивными павильонами в небольшом выступе, имеет строгий вид, заметно смягченный, однако, широкими перекрёстными окнами. Но что отличает его, прежде всего от фасада во дворе — достаточно сдержанного — так это важность нижней части стены, пронизанной небольшими проемами, что на самом деле отражает стремление к массивной архитектуре, призванной оказать сильное влияние на ландшафт. Ни одна материализация пролетов не подчеркивает вертикальные линии. Зато, боевой ход выделяет четкую горизонтальную линию.
Защитное устройство замка состоит из глубокого рва, нескольких бойниц и боевого хода, увенчанногомашикули, которые поддерживаются лепными кронштейнами. Парапет украшают полукруглые декоративные арки различных форм, что свидетельствует об интересной заботе об эстетике у строителей. В интерьере здания — и это уже во времена строительства- есть различные элементы, которые отражают стремление к комфорту, такие как большие окна, обеспечивающие хорошее освещение комнат и наличиесидений на уровне окна(скамейки в пролётах), или наличие 25 каминов. Напротив, остатки декоративной росписи, которые появляются на некоторых дымоходах, являются более поздними, появившиеся уже после строительства. Они должны датироваться XVI веком. Скульптуры в замке малочисленны.
Что касается удобств, то отхожие места располагались в небольших комнатах в углу павильонов и распределялись с первого на второй этаж. Слив осуществлялся непосредственно в Луару по простым вертикальным трубам. Крыло на востоке было построено позже и имеет более сложную систему.

### Рождение архитектуры эпохи Возрождения

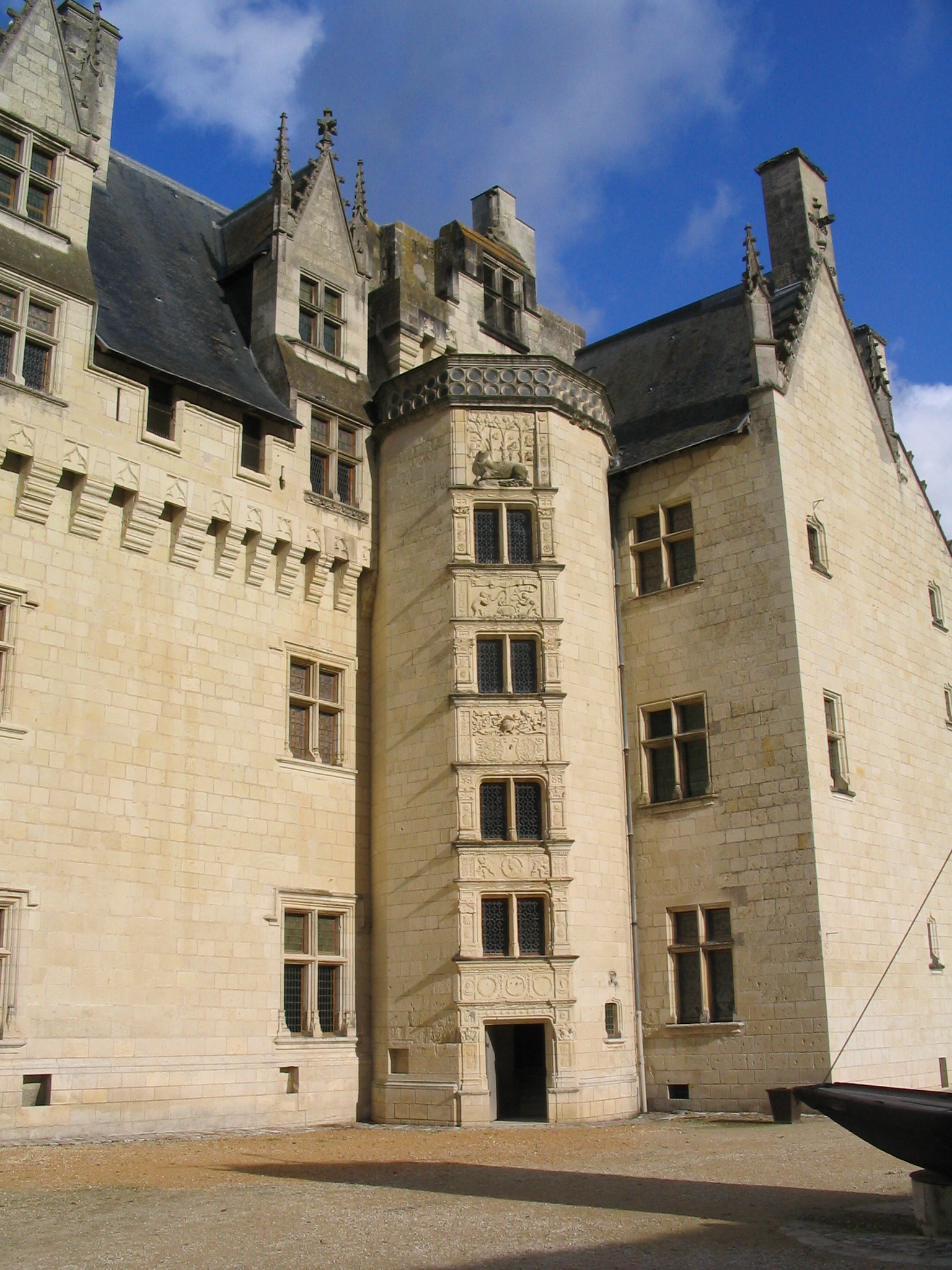
Фасад здания с башней в ренессансном стиле

Замок Монсоро вместе с особняком Жака Кёра в Бурже (ок. 1443 г.) и замок Шатодён (ок. 1460 г.) являются одним из старейших образцов архитектуры, ориентированных на удовольствие. Действительно, главное здание легко поддается датировке, так как в двух королевских паспортах 1455 года упоминается перевозка свинца и деревянных досок во время работ. Приоритет, отдаваемый освещению и внутренней организации жилища в ущерб рациональной оборонительной системе, а также оригинальная система люкарн, свидетельствуют о желании достичь баланса между внутренним комфортом и эстетикой. Башня эпохи Возрождения является еще одной достопримечательностью замка. Строение декорас его хорошо выраженными карнизами, крупными пилястрами, вырезанными капителями, и представление орнаментов, выделяющихся в голых рамах, в действительности не очень близки к известным образцам раннего французского Ренессанса.
Восьмиугольная башенка, вписанная в правый угол фасада, выходящего на двор, образует переход между Готикой и Французский Ренессанс и характерна для позднего стиля Людовика XII.
Винтовая лестница ведет на первый и второй этажи замка. Она увенчана балюстрадой, состоящей из двух рядов туфовых перекладин, закрытых круглыми шиферными плитами, и заканчивается красивым пальмовым сводом, восемь ребер которого упираются в центральную колонну, продолжающую основу лестницы. Это один из четырех примеров таких сводов, известных в Анжу, вместе с замком короля Рене Доброго в Боже, домом Барро в Анже и ратушей Сомюра. Снаружи дверь в форме коробовой кривой, увенчана четырьмя находящимися друг над другом окнами, чьи опорные арки, обрамленные украшенными пилястрами, подчеркивают вертикальность. Украшение в итальянском стиле включает в себя медальоны, а иногда и сложные мотивы. На антаблементе над нижним окном изображен барельеф с изображением головы, обрамленный путти. Над вторым окном шлем окружен ветвевидным орнаментом. На вымпеле надпись «Chambes crie», намекающая на строителя замка. На антаблементе третьего окна представлена особенно любопытная сцена: под широкой полосой, разворачивающейся над верхней частью, по обе стороны загадочного изображения стоят две обезьяны: одно из животных поднимает с помощью цепи камень, на котором установлена маленькая обезьяна. На ленте можно прочитать девиз де Шамб "Je le feray ". Наконец, над высоким окномпредставлен олень в состоянии покоя, символ охоты.
Наличие раковин на веревке и на столбах позволяет предположить, что лестница могла быть построена по случаю бракосочетания Анн де Лаваль с Филиппом де Шамб, происходившую в 1530 году, но сходство, наблюдаемое с украшением парадного павильона Замка Гайон, скорее говорит о том, что она датируется более ранним периодом.

## Замок в искусстве
- Упомянут в «Гаргантюа и Пантагрюэль» Франсуа Рабле.
- В романе «Графиня де Монсоро» (1846 год) Александра Дюма-отца. Роман входит в трилогию о европейских религиозных войнах: «Королева Марго» и «Сорок пять».
- В своём путешествии по Луаре и Вьенне художник Уильям Тёрнер изобразил замок на картине 1832 года «Rietz near Saumur» (Ашмолейнский музей, Оксфорд).
- Около 1897 года Огюст Роден, очарованный архитектурой замка, нарисовал идеализированный вид северного фасада здания. Тогда замок лежал в руинах[73].

#### Франсуа Рабле

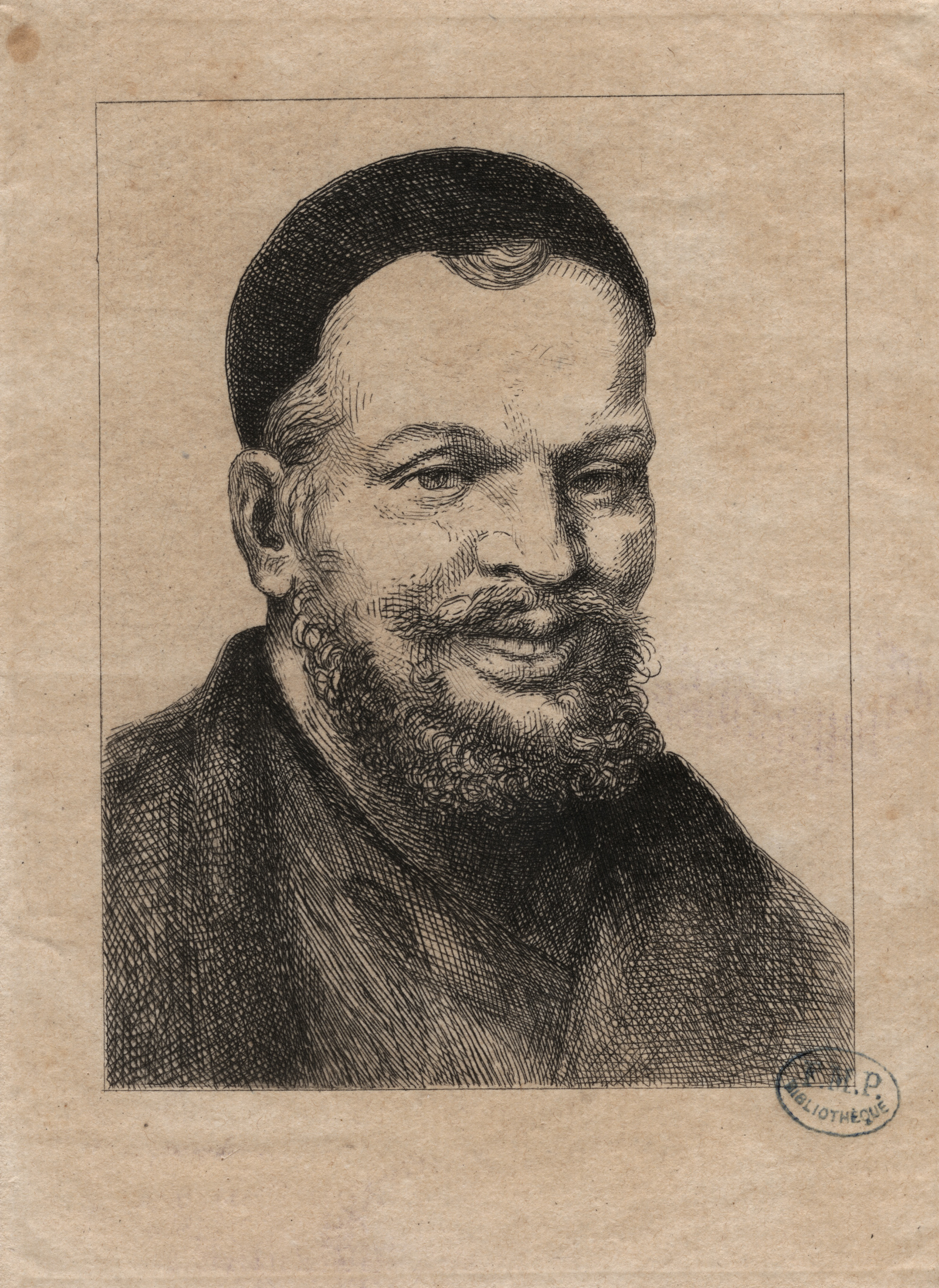
Франсуа Рабле.

Имя Монтсоро встречается несколько раз в шедевре Франсуа Рабле, Гаргантюа и Пантагрюэль.Именно в счетной палате Монсоро, хранятся записи об измерениях Гаргантюа, а также в Монсоро, где он учится плавать, пересекая реку Луара. После победы над Пикрохолем король, нападающий на королевство Грандзузье, отдает Монсоро в качестве награды.

#### Александр Дюма

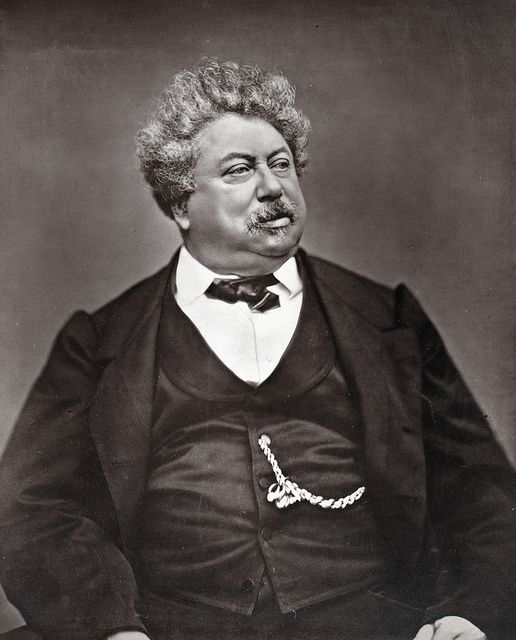
Александр Дюма.

Хотя роман Александр Дюма Графиня де Монсоро, написанный между 1845 и 1846 годами, не рассказывает о замке Монсоро, он внес большой вклад в его известность, поставив на первый план своей истории поместья Монсоро. В более широком смысле, этот роман является частью трилогии, рассказывающей о религиозных войнах во Франции с двумя другими романами, такими как Королева Марго и Сорок пять. Александр Дюма, как обычно, раскрывает историю Франции в свободной романтической манере. Монсоро не появляется в Королеве Марго, но присутствует в двух других частях саги. Эта трилогия о Валуа позволяет Дюма объединить большую и маленькую историю, представив, начиная с графини де Монсоро, трех важных фигур французского двора: Луи де Клермон, сеньор де Бюсси д’Амбуаз, Франсуаза де Маридор (Диана де Меридор, Графиня де Монсоро) и Шарль де Шамб (граф Монсоро), напоминая, таким образом, о важности поместья Монсоро в середине XVIвека и центральной роли, которую Жан IV де Шамб сыграл в казни св. Варфоломея Анжуйского. Действительно, этот исторический персонаж ужасающе изображен Александром Дюма. История любви между его женой Дианой де Меридор и Бюсси, является поводом для Александра Дюма раскрыть этого исторического персонажа, виновника кровавой бойни протестантов анжуйских в Анже и Сомюре. Его рвение также позволило королю Франции возвести поместье Монсоро, ранее барония, в ранг графства. Таким образом, он поспешно казнит любовника своей жены. Роман происходит в основном в Париже и Анжу.
Графиня де Монсоро — это исторический роман, печатающийся в газете Конституционалист и смешивающий две сюжетные линии:
- роман между Луи де Клермоном, сеньором де Бюссид’Амбуаз, и Дианой де Меридор, женой графа Монсоро (Шарль де Шамб, граф де Монсоро женился на Франсуазе де Маридор в 1576 году). Луи де Клермонт, известный как Бюссид’Амбуаз, влюблен в неё. Бюсси доверился Франсуа, герцогу Анжуйскому, который рассказал своему брату, королю Генриху III. Затем Генрих III распустил плохую шутку о Шарле де Шамб, которая дошла и до его ушей. Чтобы отомстить, Шарль де Шамб решает устроить ловушку для Бюссид’Амбуаз. Он заставляет свою жену встретиться с ним и убивает его.
- Политическая линия, которая рассказывает о политических и религиозных волнения при царствовании Генриха III, в том числе соперничество между ним и его братом Франсуа, герцогом Алансонским и Анжуйским, интригующим и бесчестным персонажем[74].

#### Гюстав Флобер

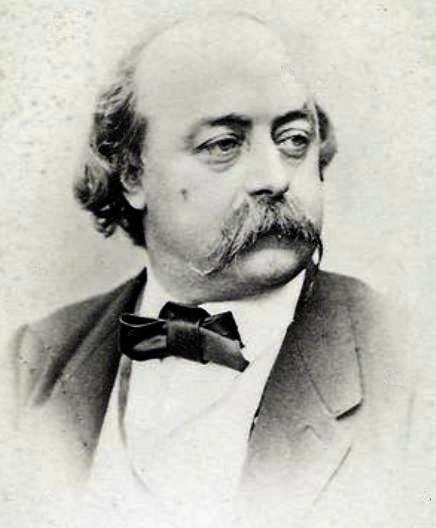
Гюстав Флобер.

В своем романе Par les champs et par les grèves Гюстав Флобер и Максим Дюкан рассказывают о своей поездке в Монсоро 8 мая 1847 года: 
Анжу пахнет Италией. Это воспоминание ? остаток влияния ? или эффект нежной Луары, самой знойной из рек ? [...] В Монсоро мы поворачиваем налево и берем подъем, который тянется до Сомюра между Луарой и холмами. [...] Так мы и идем, веселые и беззаботные, болтливые и молчаливые, поющие и курящие ; это был для нас один из тех дней, которые заставляют любить жизнь, один из тех дней, когда туман немного раздвигается, чтобы дать увидеть светлый уголок горизонтаГюстав Флобер
.

### Кинематограф
С самого начала 20-го века, когда кино начало индустриализироваться, были сделаны первые художественные фильмы. Международный успех книги Александра Дюма, а также её сюжет и визуальный характер позволяют создать три фильма «Графиня де Монсоро» Марио Казерини, Эмиля Шотара и Рене ЛеСомптье. Роман также адаптируется в многосерийную телепередачу в 1970-х и 2006-х годах, что заставит его вернуться к своей первоначальной форме публикации.
- 1909 — «Графиня де Монсоро» (La signora di Monsoreau), итальянский немой фильм режиссёра Марио Казерини[76].
- 1923 — «Графиня де Монсоро[фр.]», французский немой фильм Рене ле Сомптьера.
- 1971 — «Графиня де Монсоро» (La Dame de Monsoreau) Янника Андреи[фр.]. В главных ролях: Николя Сильбер (Бюсси д’Амбуаз), Карин Петтерсен (Диана де Меридор), Франсуа Мэстр (граф Бриан де Монсоро), Мишель Кретон (Шико), Жерар Бернер (герцог Анжуйский) и Денис Мануэль (король Генрих III).
- 1997 — «Графиня де Монсоро», Россия (телесериал), режиссёр Владимир Попков, в главной роли Габриэлла Мариани.
- 2006 — «Графиня де Монсоро» (La Dame de Monsoreau) Мишеля Хассана. В главных ролях: Эстер Нубиола (Диана де Меридор), Томас Жуаннэ (Бюсси д’Амбуаз). Демонстрировался на французском телевидении в 2009 году.

### Живопись

#### XVIII век

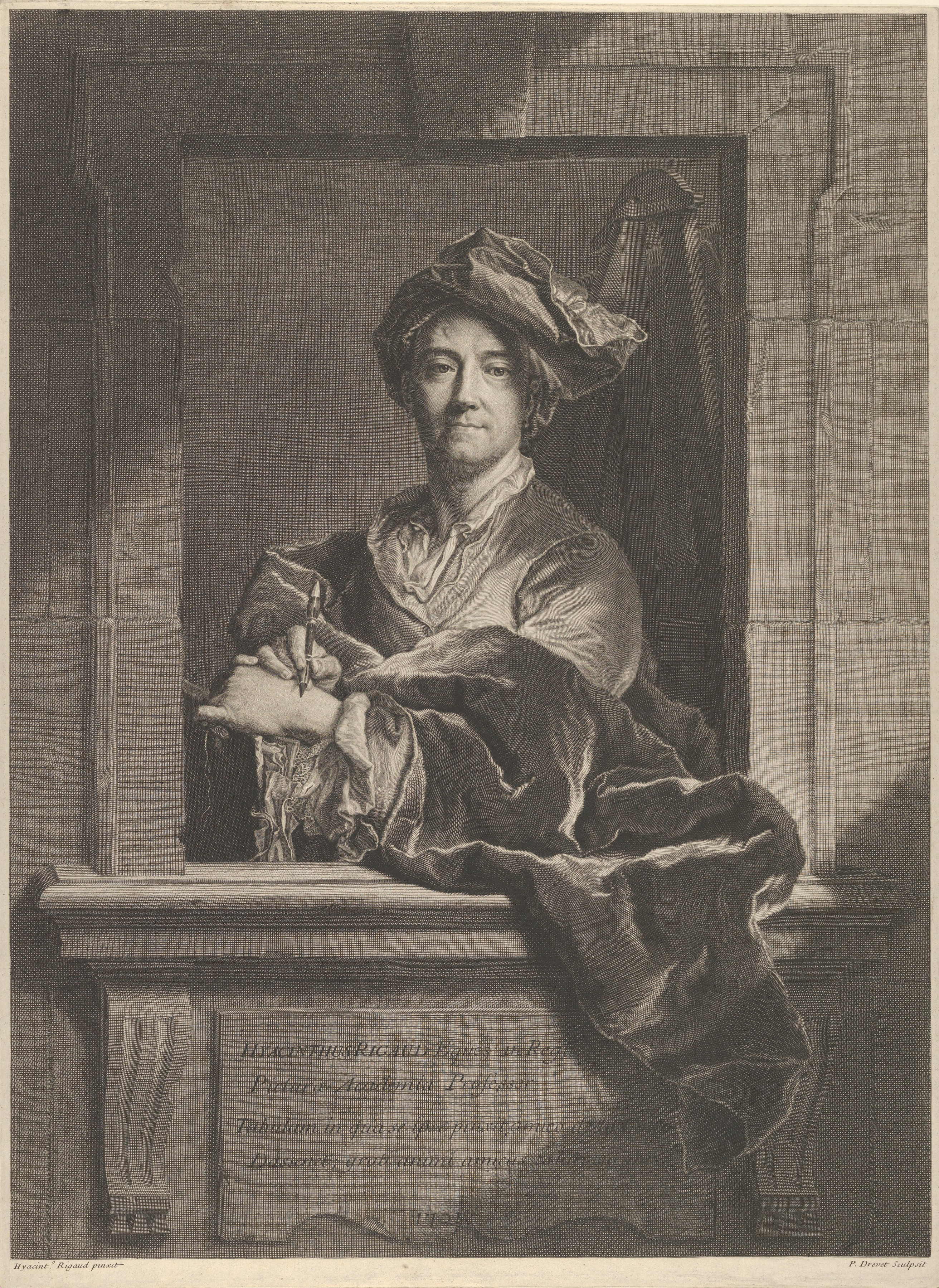
Гиацинта Риго.

При переходе замка Монсоро семье Сурш, семья Монсоро многократно увековечивается выдающимися художниками 18-го века. В каталоге художника Гиацинта Риго представлены четыре портрета членов семьи Монсоро, два-Луи I дю Буше де Сурш, один-его сестры Марии Луизы и последний-Жанны Аньес-Терезы Пошоль Дю Гамель. Кроме того, в Музее искусств Далласа хранится картина Николя де Ларжильера " La Comtesse de Montsoreau " (1714), картина Франсуа-Юбера Друэ " Le marquis de Sourches et sa famille " (1756), хранящаяся в Версале, и картина Луи Каррожи Кармонтель " Monsieur le marquis et madame la marquise de Montsoreau " (1780), хранящаяся в коммуне Шантийи, в Музее Конде.

#### XIX век
В XIX веке массивная структура замка Монсоро, возвышающаяся прямо на берегах Луары, само здание, состояние которое начало ухудшатся, а также слияния двух основных рек-Вьенны и Луары, вдохновляют артистов эпохи романтизма и до импрессионизма, совершавших свое путешествие по Луаре.

##### Джозеф Мэллорд Уильям Тёрнер

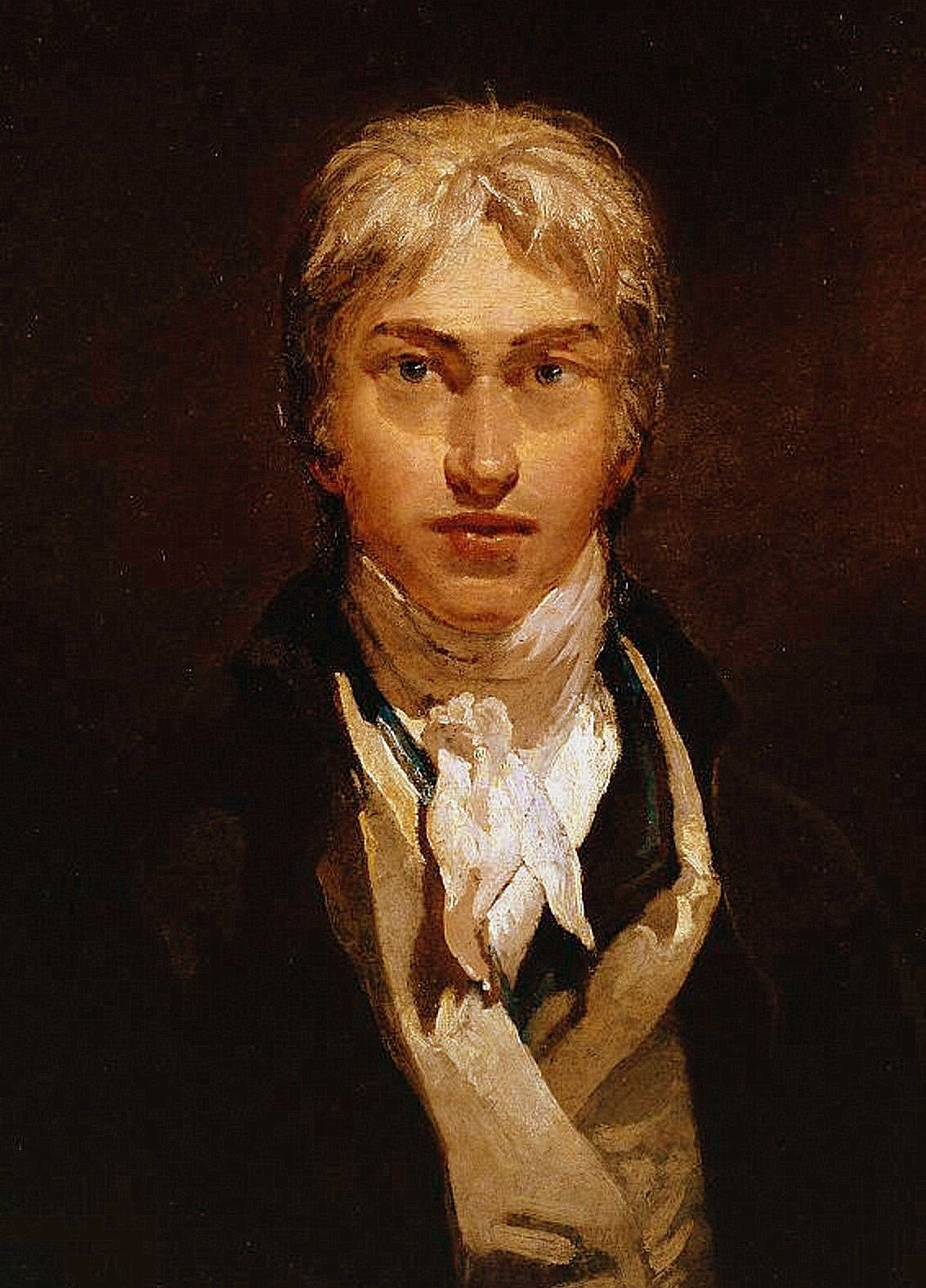
Уильям Тёрнер.

В октябре 1826 года Уильям Тёрнер совершил путешествие по берегам Луары и запечатлел его в двадцати одном речном пейзаже. Он увековечит замок Монсоро, взяв за основу обширные речные просторы Вьенны и Луары. Эта акварель, хранящаяся в Музей Эшмола в Оксфорде, была выгравирована в 1832 году. Один экземпляр хранится в замке Монсоро.

##### Франсуа Огюст Рене Роден

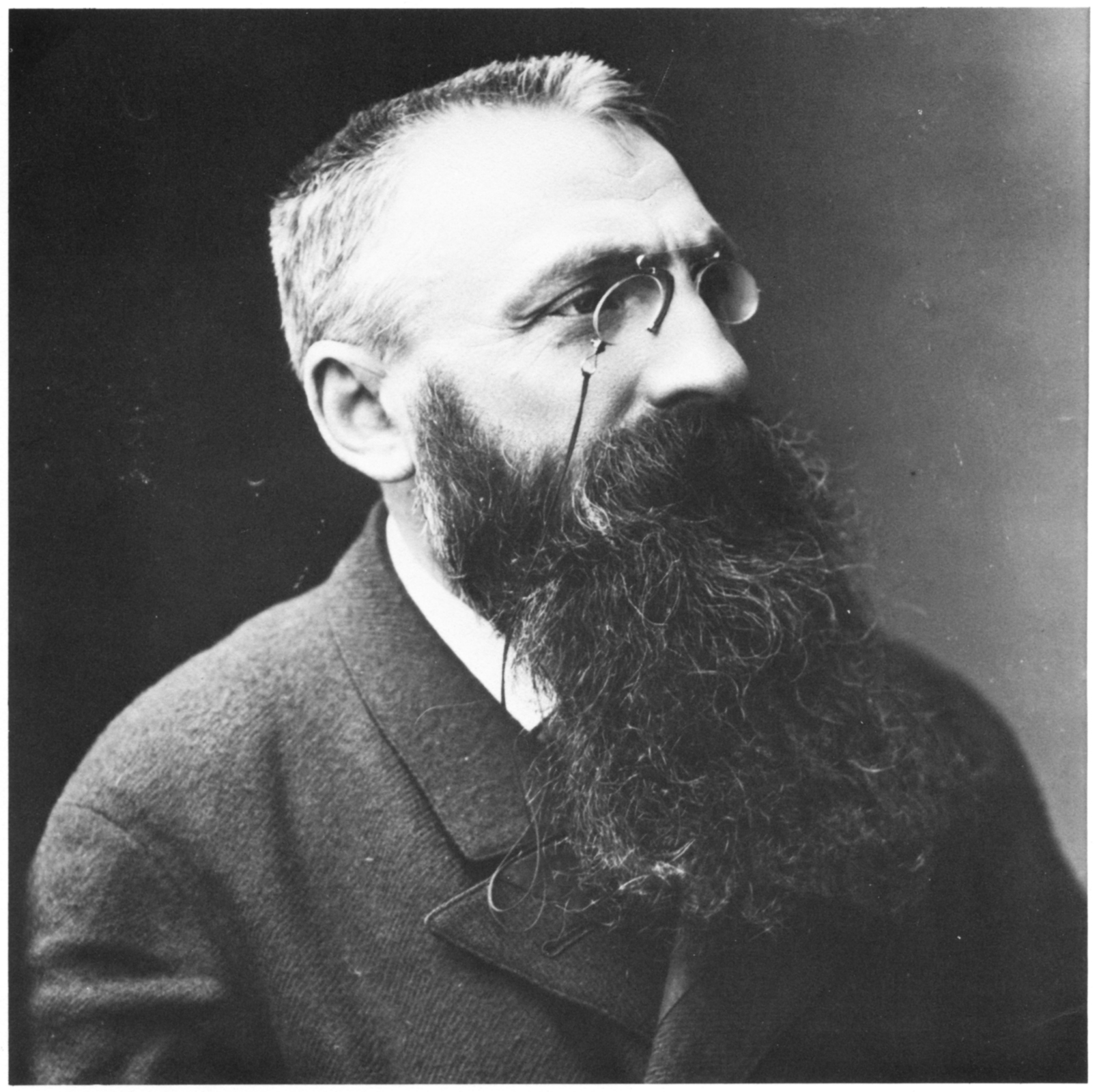
Огюст Роден.

Огюст Роден, большой любитель классической архитектуры, не колеблясь, перенес павильон Всемирной выставки (к которому он присоединил портик, восстановленный из замка Исси) на Медонские высоты в 1895 году. Два года спустя, около 1897 года, очарованный архитектурой замка Монсоро, он рисует идеализированный вид северного фасада, когда он практически уже разрушен.

##### Поль-Дезире Труйебер
Поль-Дезире Труйбер, работает в Париже, в Кандес-Сен-Мартен и в Эндр и Луара, где у него есть мастерская, а также мастерская-лодка. Это позволяет ему перемещаться по Вьенне и Луаре и рисовать пейзаж с реки. Он сделает несколько важных пейзажей берегов Луары, на которых регулярно появляется замок Монсоро.

### Театр и опера
Графиня де Монсоро была представлена в пяти действиях и десяти сценах Александром Дюма и Огюстом Маке для показа в Театре Амбигю. Первый показ состоялся 19 ноября 1860 года с Жюлем-Анри Брезилем в роли графа Монсоро и Этьеном Мелинге в роли Шико. Эта пьеса исполнялась также в театре Порт Сен-Мартен в Париже.
Примечательно, что из книги Графиня де Монсоро была создана опера. Либретто было написано Огюстом Маке, верным соратником Дюма, а музыку написал Жерве Бернар Гастон Сальвер. Эта опера была заказана Гастону Сальверу Парижской оперой, и первое публичное представление состоялось в опере Гарнье 30 января 1888 года. Эта опера не имела ожидаемого успеха и была представлена только восемь раз.

### Массовая культура
- В 2019 году британский журнал " All About History " опубликовал свой рейтинг 101 самых красивых замков в мире (101 World's Greatest castles) и поставили замок Монсоро под номером 53[87].
- Как и в других замках Луары, таких как Шамбор, Амбуаз и Шенонсо, ему была присуждена конная премия (премия Монсоро) во время гонок на ипподроме в Венсенсе.